# Chega
Chega (sigla: CH; estilizado em caixa alta) é um partido político português de ideologia populista, de direita radical, nacionalista, patriótica, conservadora, sendo o seu espectro político definido por alguns politólogos como sendo de direita a extrema-direita. Embora esteja no seu manifesto que defende o liberalismo económico. Desde 2025, o CHEGA tem o segundo maior grupo parlamentar na Assembleia da República (60 deputados) e tendo sido a força com o terceiro maior número de votos nas eleições legislativas de 2025 (22,76%).
A inscrição do Partido no registo dos partidos foi aceite pelo Tribunal Constitucional a 9 de abril de 2019. Nas eleições legislativas portuguesas de 2019, o partido elegeu um único deputado, obtendo 1,29% dos votos. O CHEGA fez parte da coligação Basta! para as eleições parlamentares europeias de 2019, não conseguindo eleger nenhum eurodeputado, com André Ventura como cabeça de lista. Em julho de 2020, o partido aderiu ao grupo europeu Identidade e Democracia (ID). Nas eleições legislativas de 2022, aumentou significativamente a sua representação parlamentar, passando de um para doze deputados, com 7,18% dos votos. Durante a XV legislatura da República Portuguesa, o grupo parlamentar do CHEGA apresentou quatro candidatos a vice-presidente da Assembleia da República (Diogo Pacheco de Amorim, Gabriel Mithá Ribeiro, Rui Paulo Sousa e Jorge Galveias), todos rejeitados. Nas eleições legislativas de 2024, o partido continuou a crescer, elegendo 50 deputados, quadruplicando o número de deputados em relação à legislatura anterior. Diogo Pacheco de Amorim foi eleito vice-presidente da Assembleia da República. Em junho de 2024, foi anunciado que o Partido iria integrar o novo grupo parlamentar do Parlamento Europeu, Patriotas pela Europa, com António Tânger Corrêa como vice-presidente do partido europeu. 

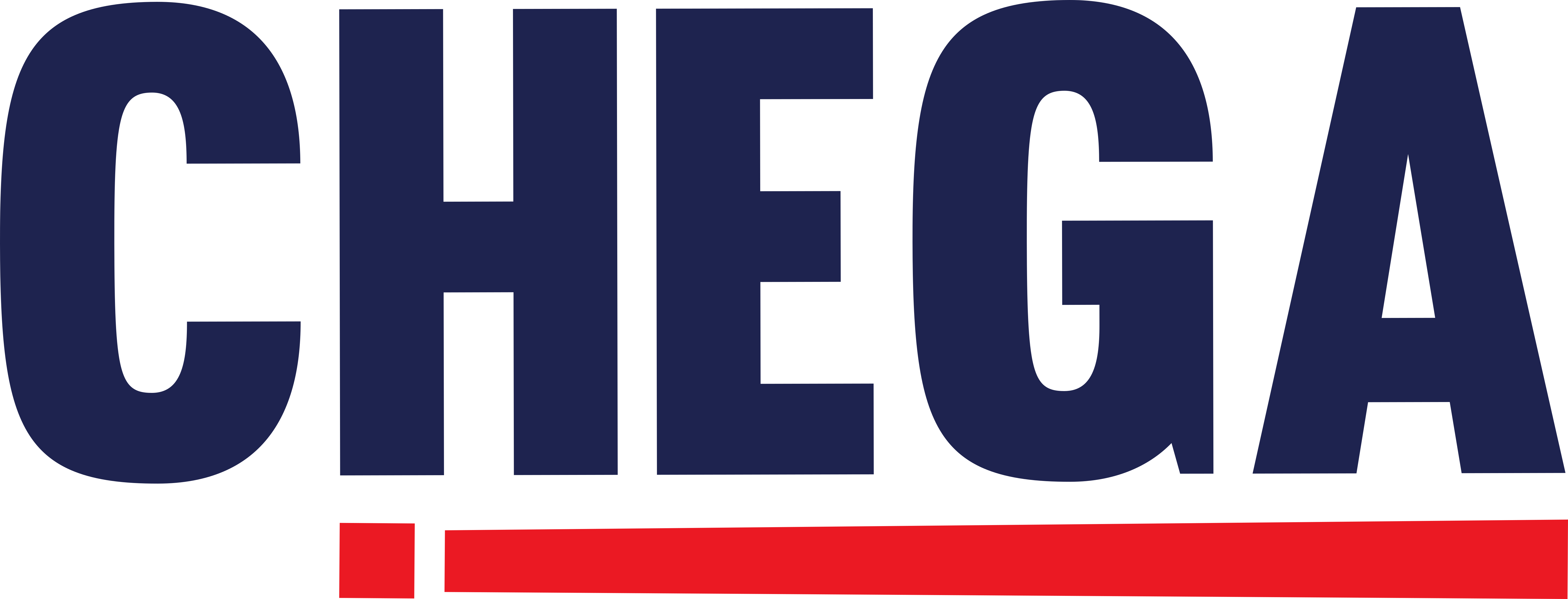
Símbolo alternativo do partido

## História

### Fundação
O Chega foi criado a partir de pequenos grupos dentro do Partido Social Democrata por André Ventura. A sua carreira teve destaque nos meios de comunicação social quando acusou as comunidades ciganas de viverem num estado de benefícios. Visto por comentadores como uma tentativa de importar o discurso xenófobo que aparecia noutros países da Europa, teve destaque por ser um representante do segundo maior partido de então (assim como por ser um comentador de futebol, o que aumentou a sua visibilidade), tendo na sua fundação menos ligações aos movimentos de extrema-direita tradicionais do que atualmente.

Ao contrário de outros partidos de direita radical em Portugal, que, devido à falta de cobertura ou à visibilidade negativa dada pela comunicação social, não se conseguiram apresentar como credíveis, o Chega foi tratado com muito mediatismo. Os pesquisadores Mariana Mendes e James Dennison atribuem isto à sua origem no Partido Social Democrata (PSD), assim como à sua campanha de combate ao chamado "politicamente correto". Antes da sua eleição em 2019, Portugal, assim como Malta, eram os únicos países da União Europeia onde partidos de extrema-direita não haviam ganho deputados em eleições.

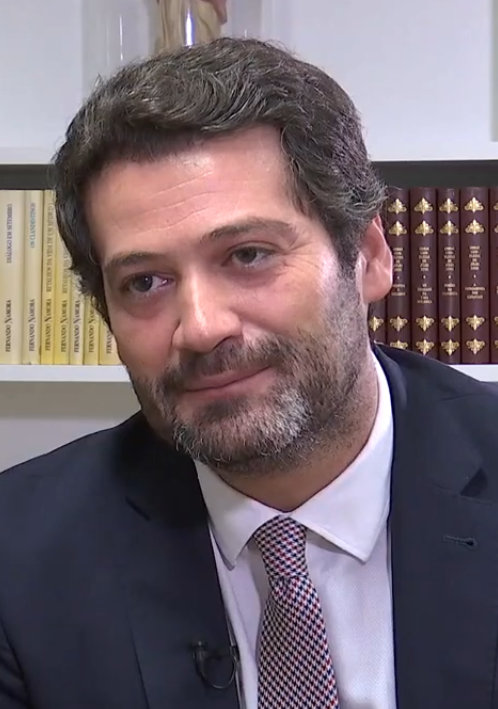
André Ventura, fundador e presidente do partido

### Fusão com os militantes do PPV/CDC
Também no ano de 2020, um outro partido conservador, o Partido Cidadania e Democracia Cristã, que já tinha concorrido em conjunto com o Chega nas eleições parlamentares europeias de 2019 (no âmbito da coligação BASTA) e nas legislativas desse mesmo ano (com militantes seus integrados na candidatura do Chega) procurou uma fusão entre os dois partidos, concretizada no Chega. Essa decisão seria justificada pelo facto de ambos os partidos terem projetos políticos comuns e que, com a criação do Chega, os objetivos políticos do PPV/CDC estariam representados. Todavia, o Tribunal Constitucional não permitiu esta fusão, justificando que fusões partidárias não estão previstas na Lei dos Partidos Políticos. Como consequência, o Partido Cidadania e Democracia Cristã requereu a sua dissolução ao Tribunal Constitucional (efetiva a 10 de novembro desse ano), aconselhando os seus militantes a aderirem ao Chega.

### Ligações internacionais
Em julho de 2020, anunciou a filiação à associação da extrema-direita europeia Identidade e Democracia (ID). Em setembro de 2021, assinou com o Vox a "Carta de Madrid", contra, segundo o seu presidente Santiago Abascal, "o socialismo e regimes totalitários de inspiração comunista". O partido afirma que têm boas relações com o Vox, apoio direto de Matteo Salvini do partido Liga Norte (Itália) e de Marine Le Pen do Reagrupamento Nacional.

### Polémicas
Desde a fundação do partido que se sucedem relatos de falta de democracia interna, divergências, expulsão e demissão de militantes. Em abril de 2023, dos 397 autarcas eleitos pelo partido para Câmaras Municipais, Assembleias Municipais e Assembleias de Freguesia, 30 já haviam deixado de representar o partido. Em agosto de 2022, um dos fundadores do partido, José Dias, foi suspenso da militância pela comissão de ética do CH e, em janeiro de 2023, foi expulso do partido pelo Conselho de Jurisdição Nacional, devido a publicações nas redes sociais que, segundo o CH, lesaram a honra e o bom nome de André Ventura. A decisão de expulsão de José Dias foi, após recurso deste, validada pelo Tribunal Constitucional em junho de 2023. O militante número 2 do partido, Nuno Afonso, desfiliou-se do partido em janeiro de 2023, alegando autoritarismo de André Ventura, após ter exercido funções de vice-presidente do partido e de chefe de gabinete do CH na Assembleia da República, funções das quais foi exonerado por André Ventura, presidente do partido.
Após sucessivos "chumbos" do Tribunal Constitucional aos estatutos do partido, as estruturas distritais do partido eleitas em 2019 acabaram por exceder a duração dos respetivos mandatos, ao passo que, desde a fundação do partido, as suas estruturas concelhias são nomeadas e não eleitas, o que suscita acusações de falta de democracia interna ao partido, que alega ser logisticamente impossível organizar eleições em todas as estruturas concelhias, atendendo ao elevado número de militantes e ao respetivo crescimento exponencial.
Em várias ocasiões, ocorreram agressões físicas entre militantes do partido, como sucedeu entre o deputado Rui Afonso e um dirigente do partido no Porto, em janeiro de 2023, e entre os deputados Bruno Nunes e Gabriel Mithá Ribeiro, em 2022, bem como de militantes do partido contra terceiros, inclusivamente com recurso a insultos homofóbicos contra cidadãos, tal como sucedeu em Viseu, em julho de 2021, ou com recurso a ameaças e insultos nas redes sociais, como sucedeu por parte de dirigentes do partido contra o jornalista Pedro Coelho, em 2023. Em junho de 2023, André Ventura manteve a confiança no líder parlamentar do CH, Pedro Pinto, após este ter agredido e insultado um árbitro de 18 anos no âmbito de um torneio infantil de futebol e depois de ter, em 2022, ameaçado e insultado um assessor do PS na Assembleia da República. Em 2021, o então dirigente e futuro deputado do partido, Pedro dos Santos Frazão, modificou um autocolante na porta do gabinete da deputada Joacine Katar Moreira, onde se lia "descolonizar este lugar", o que motivou uma queixa de Joacine Katar Moreira por ataques misóginos.
Nos registos das sessões plenárias da Assembleia da República, podem ser encontradas uma grande variedade de ataques ofensivos do Chega aos outros parlamentares, por exemplo, com referências às roupas usadas e aparência no caso das deputadas do sexo feminino.

## Convenções Nacionais

### 1.ª Convenção – Oeiras (29 e 30 de junho de 2019)
Na primeira convenção do CHEGA foi escolhido o seu líder e os cabeças de lista das duas áreas metropolitanas do país. André Ventura saiu vencedor da votação desta convenção, com 94% dos votos.
Para cabeças de lista das diferentes regiões, ficou acordado que André Ventura seria o cabeça de lista pelo distrito de Lisboa e que o cabeça de lista pelo distrito do Porto seria Hugo Ernano, militar da GNR condenado por matar um jovem durante uma perseguição que sucedia a um assalto.
Foi anunciado que o partido apresentaria um candidato próprio às eleições presidenciais portuguesas de 2021. Deixou também a confirmação de que se iria reunir com o líder do partido espanhol Vox, Santiago Abascal.

### 2.ª Convenção – Évora (19 e 20 de setembro de 2020)
Na segunda convenção do CHEGA, decorrida em Évora, cerca de quinhentos congressistas estiveram presentes. Nesta convenção foram apresentadas diversas moções, como, por exemplo, a criação da Juventude CHEGA, que foi aprovada, tendo também sido discutidos problemas demográficos, entre outros. Além disso, apresentaram-se também alterações estatutárias e programáticas.
Neste congresso o líder André Ventura afirmou que trabalharia para ficar no segundo lugar da primeira volta das eleições presidenciais de 2021 e que nas eleições legislativas seguintes colocaria o Bloco de Esquerda atrás do Chega.
No segundo dia da convenção, o presidente do partido, André Ventura, apresentou uma lista para a direção nacional, que foi rejeitada, com 183 votos favoráveis e 193 desfavoráveis, sendo que para a aprovação seriam necessários dois terços das intenções de voto.
Este último dia da convenção teve a participação de membros de partidos pertencentes ao grupo Identidade e Democracia (ID), nomeadamente o eurodeputado Thierry Mariani, do partido Rassemblement National, o presidente do ID Gerolf Annemans, o eurodeputado Nicolas Bay, também do Rassemblement National. Foi também passado um vídeo da presidente do Rassemblement National, Marine Le Pen, e por fim um vídeo do eurodeputado Marco Zanni, do partido italiano Lega Nord.
Pela segunda vez, o líder André Ventura apresentou a sua lista para a direção nacional do partido, que foi de novo chumbada, com 219 votos a favor e 121 contra. André Ventura pediu a suspensão dos trabalhos ao Presidente da Mesa e prometeu apresentar a terceira lista à direção nacional do partido.
Foi à terceira vez que André Ventura conseguiu que a proposta à direção nacional fosse aprovada, com os dois terços necessários da convenção nacional, autorizando assim a formação da direção nacional do partido.

### 3.ª Convenção - Coimbra (28 a 30 de maio de 2021)
A terceira convenção do partido decorreu em Coimbra, com cerca de 700 pessoas, entre eles 500 congressistas. O início do dia da convenção deu-se com uma marcha pela cidade, antes da abertura dos trabalhos.
André Ventura abre a convenção com um discurso, criticando Rui Rio e o CDS, dizendo que o CHEGA não seria o "CDS 2.0" nem uma "muleta" de um futuro governo do PSD. No dia 29 de setembro aconteceu o debate e a votação das moções sectoriais globais e das propostas de alterações aos estatutos, ficando a noite dedicada às intervenções políticas de dirigentes e delegados.
No último dia da convenção foram eleitos os órgãos nacionais do partido: o conselho de jurisdição, os conselheiros nacionais, a direção nacional e a mesa do congresso nacional. A direção nacional foi eleita à primeira volta, com 80%, Rodrigo Alves Taxa foi eleito presidente do conselho de jurisdição e a mesa da convenção nacional teve de ir a uma segunda volta, pois houve um empate. Na segunda votação foi reeleito o presidente da mesa, Luís Filipe Graça. Em seguida, Matteo Salvini discursa, dizendo que esperava que o CHEGA fosse o primeiro partido de Portugal, criticando o islão - afirmando que "tanto Portugal como Itália são países cristãos, pelo que não há lugar para o fanatismo islâmico” -, destacando, de caminho, a família e os seus valores. Também discursou Ludovit Goga, dirigente do partido eslovaco Nós Somos Família. Por fim, discursou uma representante do partido israelita, Likud, que agradeceu o apoio do CHEGA em reconhecer Jerusalém como a capital de Israel e que terminou o seu discurso dizendo que o CHEGA "não é um partido xenófobo”. A Convenção finaliza com o discurso de André Ventura.

### 4.ª Convenção – Viseu (26 a 28 de novembro de 2021)
A 4ª Convenção do partido CHEGA, deu-se devido a uma decisão do Tribunal Constitucional em declarar, que todas as decisões do anterior Congresso do CHEGA seriam anuladas devido a um erro na convocatória. Tendo sido necessária a marcação de um congresso extraordinário para corrigir todos os erros apontados do Tribunal.
Na quarta convenção, foram votadas Moções Estatutárias e recomendações. Este Congresso ficou marcado pela realização de eleições internas para todos os Órgãos Nacionais: Mesa da Convenção, Direção Nacional, Conselho Nacional, Conselho de Jurisdição Nacional e Conselho de Auditoria e Controle Financeiro. Jorge Valssasina Galveias foi eleito presidente da Mesa do Congresso, Rodrigo Alves Taxa foi reeleito presidente do Conselho de Jurisdição Nacional, para o Conselho Nacional a Lista A encabeçada por João Tilly teve 71% dos votos elegendo 53 conselheiros, enquanto a lista B encabeçada pela Mónica Lopes conseguiu 22,5% elegendo 17 conselheiros. Durante a Convenção foram feitos diversos avisos às lutas internas, Rui Paulo Sousa, membro da direção nacional e coordenador-geral da Comissão de Ética, fez um apelo à saída dos críticos que querem um partido “da desordem e libertinagem”. Rita Matias, membro da direção nacional e coordenadora da direção nacional da Juventude CHEGA, fez críticas à esquerda onde disse, que "Portugal está amordaçado e aprisionado por teias marxistas”. No encerramento do Congresso, André Ventura fez também várias críticas ao Bloco de Esquerda, ao Partido Comunista Português onde mencionou, que na próxima legislatura será provável ver metade da bancada parlamentar do BE, e um quarto da do PCP. O discurso de encerramento foi pronunciado por André Ventura, que terminou com o lema "Deus, pátria, família e trabalho". A frase foi apontada como uma apropriação de um dos lemas do ditador António de Oliveira Salazar durante o Estado Novo, com o acréscimo da palavra "trabalho".

### 5.ª Convenção – Santarém (27 a 29 de janeiro de 2023)
Depois do chumbo dos estatutos pelo Tribunal Constitucional, o partido teve de realizar uma nova convenção. A quinta convenção é marcado pela eleição de todos os órgãos nacionais do partido.
A 5.ª Convenção, realizada em Santarém, contou com a apresentação de Moções temáticas e com várias intervenções políticas. Todas as moções temáticas foram aprovadas, tendo a Moção apresentada pela Juventude do CHEGA, sido a mais unânime com 502 votos favoráveis, 1 abstenção e nenhum voto contra. Marcado com várias intervenções dos dirigentes nacionais do partido, a deputada Rita Matias, membro da direção nacional e coordenadora da Juventude CHEGA, fez um discurso voltado em defesa dos professores: “Se vocês não querem fazer nada pelos professores, então saiam da frente que atrás vem gente”. Patrícia de Carvalho, adjunta da direção nacional e diretora da comunicação do partido, criticou o Bloco de Esquerda, considerando este um partido sem futuro e sem relevância: "Quase que aposto que BE nas próximas eleições vai ficar só com um deputado, o que já é muito na Assembleia da República".
O terceiro dia da convenção foi marcado com a presença de inúmeros dirigentes internacionais, Jordan Bardella do Rassemblement National, Rocio Monasterio do Vox, Kinga Gal do Fidez, Tino Chrupalla do AfD, Cláudiu Tarziu do AUR da Roménia, Tom van Grieken do Vlaams Belang e Geert Wilders do PVV da Holanda. Em representação do governo, marcou presença Ana Catarina Mendes, Ministra Adjunta dos Assuntos Parlamentares e dirigente nacional do Partido Socialista; pelo Partido Social Democrata o seu vice-presidente, Miguel Pinto Luz; a Iniciativa Liberal foi representada, pelo deputado Rodrigo Saraiva, Presidente do Grupo Parlamentar e pelo CDS-PP o dirigente nacional, Paulo Núncio.
No discurso de encerramento da convenção, André Ventura, centrou o seu discurso na união do partido, na crítica à gestão do governo socialista. Fez ainda inúmeras críticas à gestão de dinheiros públicos na TAP e afirmou que o CHEGA não é um partido de protesto, mas sim de governo: "Este partido não nasceu para protestar, mas com o único objetivo de governar Portugal".

### 6.ª Convenção – Viana do Castelo (12 a 14 de janeiro de 2024)
Na sequência de uma impugnação interposta por um militante, a convocatória da V Convenção foi declarada inválida pelo Tribunal Constitucional. O líder do partido, André Ventura, anunciou recurso da decisão. Em agosto de 2023, o Tribunal Constitucional rejeitou o recurso interposto pelo CHEGA e manteve a decisão de declarar inválida a V Convenção. O presidente do CHEGA, André Ventura, acusou o Tribunal Constitucional de perseguição política e anunciou a recandidatura ao cargo de presidente do CHEGA e a marcação de nova convenção, como forma de sanar a situação irregular em que o partido se encontra após a decisão do Tribunal Constitucional.
André Ventura foi reeleito presidente do Partido com 98,9% dos votos, mantendo a totalidade dos membros da direção nacional eleitos na anterior convenção.

## Ideologia
É descrito por parte dos estudiosos como parte de uma nova direita radical portuguesa, que esteve afastada desde a revolução de 25 de abril de 1974. Segundo a análise de Riccardo Marchi, "a cultura política dos seus fundadores, dos programas políticos do partido, da estratégia discursiva do seu líder André Ventura, dos anseios da sua base de apoio, expressos principalmente através das redes sociais, enquadram o partido claramente na família política do populismo de nova direita radical." Diversas vertentes são frequentemente descritas como intencionalmente fabricadas, com o propósito de explorar apreensões populares de fundamento e impacto limitados. O livro "A nova direita antissistema: o caso do Chega", por encomenda da editora Almedina a Riccardo Marchi, foi publicado em 2020. O livro foi criticado por 67 intelectuais, que lançaram o manifesto "Contra a higienização académica do racismo e fascismo do Chega", onde "consideraram que Marchi não apresentou a face fascista, neoliberal e racista do Chega" e por ser "[…] uma narrativa sem críticas claras às posições do Chega e do seu líder.
Segundo Marchi, "a cultura política dominante dos fundadores do Chega permanece claramente caracterizada pelo liberalismo económico e pelo conservadorismo dos valores". Certos jornalistas e analistas políticos apontaram "[o] cariz ultraliberal do partido" a partir do programa, que inclui a privatização do Serviço Nacional de Saúde (SNS) e do sistema de educação pública. É o único partido que propõe abertamente a privatização do SNS e a restrição das medidas de bem-estar social em Portugal. Em relação ao líder incumbente, Marchi afirma que "[h]oje André Ventura é o Chega e o Chega é André Ventura. A sua liderança é incontestada".
Numa tese produzida no ISCTE-IUL, em análise do discurso do partido nas redes sociais, foram definidas quatro categorias: os "incansáveis salvadores do povo puro", que "inclui a auto-apresentação de Ventura, bem como a apresentação do seu partido político e dos seus apoiantes"; o "povo de bem vitimizado", que "aborda aqueles que estão a ser construídos como 'o povo de bem'"; os "inimigos entre os portugueses", aqueles "[…] apresentados como permanece[ndo] fora da construção imaginária do povo, nomeadamente, a comunidade cigana, o povo afro-português, e os manifestantes antifascistas"; e as "elites políticas corruptas e traidoras", que se "centra na construção do sistema político como opressor, os partidos de esquerda como traidores, e os partidos de direita como partidos de esquerda 'disfarçados'".

Opõe-se ao multiculturalismo e à prática da sharia no ordenamento jurídico português.

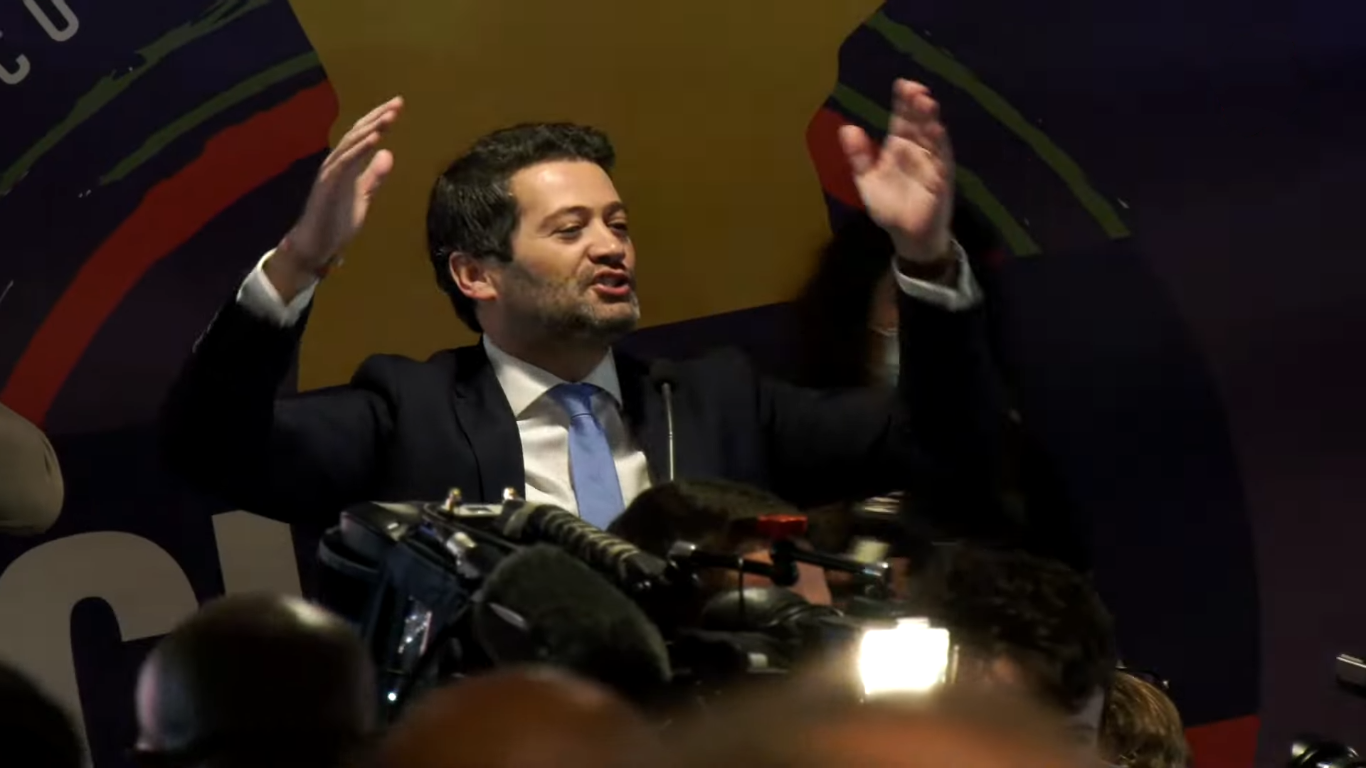
André Ventura discursa na noite eleitoral das Legislativas 2022

O partido acredita na teoria da conspiração do marxismo cultural; dizendo que a "esquerda radical […] principalmente através da introdução das teorias de género na escola pública, do ataque à família tradicional, da promoção do aborto como método contraceptivo" tem uma "estratégia […] para desestruturar a identidade portuguesa". O nativismo pertence ao discurso populista do partido, sendo o principal alvo a população cigana, assim como o foco no "crime e segurança" e na "lei e ordem", propondo uma visão autoritária da sociedade.
O Chega adere a normas de género tradicionais, opõe-se ao feminismo, e associa-se à retórica da defesa da família. O partido é contra o aborto, que considera ser tirania; afirma lutar contra a "ditadura da ideologia de género"; e defende a legalização da prostituição.
A formação do partido, entre outubro de 2018 e março de 2019, foi caracterizada por um pequeno núcleo restrito de contactos de André Ventura. Este núcleo, segundo Marchi, "[…] é acompanhado por uma tensão crescente entre duas tendências internas, determinadas por incompatibilidades pessoais, mas com alguma relevância política", entre "[…] uma nacionalista liberal eurocética [e] outra liberal-conservadora europeísta". Nestas tendências, a parte confessional do partido é abertamente contrária aos movimentos LGBT, tendo ligações a movimentos católicos ou à Igreja; enquanto a componente laica "[…] prefere um partido mais virado para as questões das disfuncionalidades do regime", estando "mais apegada à liberdade do indivíduo na esfera privada".
Num relatório publicado pela ONG norte-americana GPAHE contra ódio e extremismo, o Chega foi classificado, juntamente com o ADN e o Ergue-te, como um grupo de ódio e extrema-direita. Um artigo de investigação posterior do GPAHE encontrou evidências de membros "mais extremistas" no grupo Chega Juventude, incluindo "supremacistas brancos, apoiantes do ex-ditador António Salazar e simpatizantes do fascismo", incluindo o Presidente da secção de Coimbra, João Antunes, o líder Francisco Araújo, do Porto, e Joana Pinto Azevedo, dirigente do Vila Nova de Famalicão.

### Programa
O partido apresenta-se como conservador social e nacional, economicamente liberal, e centrado nos valores da família tradicional em questões de costumes. Afirma inspirar-se no pensamento de autores como Locke, Montesquieu ou Burke, nomes que influenciaram o pensamento conservador do século XIX. Segundo o manifesto, afirma "defender os valores civis das sociedades de matriz europeia".

### Serviços Públicos

#### Saúde
O Partido defende a revisão do diploma de estatuto do Serviço Nacional de Saúde (SNS), cujos motivos fundamentais são a eventual inconstitucionalidade, o ser concentracionário e a sua transparência.
No programa eleitoral apresentado às eleições legislativas de 2019, o CHEGA defendia a privatização dos serviços públicos na saúde e educação, sustentando que a produção ou distribuição dos serviços de saúde ou educação não devem ser competência do Estado, o mesmo para vias de comunicação e meios de transporte. Pretende o fim da isenção de taxas moderadoras para mudança de sexo e aborto no Serviço Nacional de Saúde.
Em dezembro de 2019, após várias acusações de que o partido defendia o fim do SNS e do Estado Social conclui-se que Chega pretende substituir o SNS por um mercado livre na Saúde, com intervenção mínima do Estado como prestador de bens e serviços, passando o Ministério da Saúde a exercer funções essencialmente de "arbitragem, de regulação e de inspecção deste Mercado". Incentiva na área da saúde parcerias com componente pública e privada, ou modelos de gestão por objetivos, bem como a possibilidade da generalização do modelo da ADSE.
Numa abordagem baseada no princípio do utilizador-pagador - conceito que foi revertido do programa político do partido - para o Chega a melhor eficiência na alocação de recursos ocorre quando os consumidores pagam o custo total dos bens e serviços de que usufruem. A aprovação do cheque-saúde visa aumentar a liberdade de escolha do utente e com esta forma de pagamento as pessoas podem gastar em qualquer prestador de serviços, com vista a uma melhor qualidade e eficiência. Através de um vale médico ou através de um cheque clínico, em caso de constrangimento pessoal, o partido defende que utentes possam recorrer a privados, comparticipando o estado o atendimento das pessoas.
Para o partido, cada utilizador paga integralmente pelos serviços que usa, exceptuando os casos de "absoluta, óbvia e provada incapacidade para uma normal subsistência". Para o Chega, jamais o Estado deve subsidiar a instituição prestadora dos serviços (Escolas, Hospitais, Segurança Social….), mas apenas o utilizador desses mesmos serviços.
No âmbito dos Orçamentos do Estado para 2020 e 2021, propôs o reforço do Serviço Nacional de Saúde, o reforço do número de enfermeiros, o reforço do número de meios. Em 2020, foram apresentadas pelo Chega pelo menos nove propostas de alteração e aditamento ao OE para 2021 apresentadas por Ventura no sentido de reforçar o SNS.
Em 2023, propõe a majoração em cerca de 25%, de suplementos auferidos pelos médicos nas Unidades de Saúde Familiares (USF), previstos na lei como forma de atrair e fixar estes profissionais nos cuidados de saúde primários.
Vota contra a aprovação pelo PS e apoio do PCP da substituição da lei de saúde mental na especialidade, cujo diploma, acaba com o internamento de duração ilimitada para inimputáveis, entre outras medidas.

#### Educação
O Chega defende a "extinção do Ministério da Educação", e isto passa pela transferência da propriedade dos edifícios públicos para os privados, cedendo as escolas a quem as queira explorar.
No ensino superior, defende a privatização das instituições universitárias e politécnicas que o Estado detenha. O partido defende que as escolas públicas e privadas devem integrar, em pé de igualdade, o Sistema Nacional de Ensino, conferindo liberdade de escolha aos pais que colocarão os filhos onde considerem mais adequado.
Recusa critérios revisionistas, e defende a proibição da “propaganda” LGBTI no sistema de ensino.
Coloca a família como instituição basilar da sociedade, e como tal defende a criação de um Ministério da Família e a revisão da Lei de Bases da Família, para afirmar a reconstrução moral, cívica, cultural ou económica da família, devendo esta ser mais protegida pelo Estado português.

### Constituição
A 2 de Abril de 2021, dirigentes do Chega consideram a Constituição da República Portuguesa (CRP) como ultrapassada, e defendem que esta deveria ser "mais pequena e menos ideológica".
"É hoje indiscutível que a Constituição aprovada a 2 de abril de 1976 está ultrapassada e tem até alguns dos seus valores fundamentais debaixo de ataque. O controlo ou o condicionamento da Justiça pelos sucessivos governos da III República é a prova evidente de como a Constituição já não consegue salvaguardar o princípio da separação de poderes". No texto assinado pelos dirigentes do partido, refere-se que a CRP "acaba por ser o retrato autêntico da Revolução de Abril e da amálgama política e ideológica que se lhe seguiu".
Considerada como "fruto de uma imposição militar", com orientação "marxista e marxizante", apesar das sucessivas revisões constitucionais, o partido defende referendar a atual constituição e refundar o sistema político, para um presidencialista, defendendo a extinção da figura de primeiro-ministro. A criação dessa nova figura de governo, segundo o partido, visa a "diminuição da corrupção, o clientismo e da permeabilidade de poderes políticos, a diminuição dos custos para o contribuinte, tendo vantagem de ser "mais claro e mais transparente na distribuição de poder".

### Justiça e segurança
Alinhado com as propostas comuns à auto-denominada "direita iliberal" europeia, o Chega propõe na introdução de legislação, medidas extremas no Código Penal, na abordagem a alguns temas sensíveis como no que diz respeito a penas como castração química a agressores sexuais, a qualquer culpado de crimes de natureza sexual cometidos sobre menores de 16 anos. Outra passa pela "oposição frontal à tipificação do chamado "crime de ódio" na lei penal portuguesa". Defende ser necessária "uma reflexão sobre o regime de liberdade condicional ou sobre o agravamento da moldura penal para crimes particularmente graves, defendendo a obrigatoriedade de penas de prisão efectiva para quaisquer crimes de violação, sem possibilidade de pena suspensa, e introdução da pena de prisão perpétua para os crimes mais graves, nomeadamente crimes de terrorismo ou homicídios com características especificas. Outra é a retirada de todos os privilégios nas prisões (salários, apoios sociais, bolsas de estudo etc.) para prisioneiros condenados por terrorismo e quaisquer imigrantes ilegais."
"Dando à polícia e às forças armadas todos os recursos materiais e humanos para que possam cuidar das fronteiras com total eficácia junto com o indispensável amparo legal", reforçando a sua autoridade; o fortalecimento das fronteiras é encarado como critério das necessidades da economia portuguesa, principalmente em matéria de deportação de imigrantes ilegais, ou mesmo para imigrantes legais que tenham cometido delitos leves, em caso de reincidência, ou delitos graves.
Com o objetivo de ser criado um registo de natureza comunitária em que se procure compreender os “problemas de subsidiodependência”, com informações de “natureza criminal ou comportamental”, o partido defende a "identificação das comunidades subsidiodependentes, onde estão localizadas, qual é a prevalência da subsidiodependência, qual é o nível de subsidiodependência, as mesmas regras que cumpre a maioria, sem privilégios, sem cedências, quer a nível fiscal, quer a nível de regras sociais, quer a nível de regras comportamentais" devem passar a ser cumpridas pelas minorias.

### Economia
O partido defende a liberalização das leis trabalhistas portuguesas, a redução da tributação e o apoio aos trabalhadores autônomos. Considera que uma das principais causas para o desemprego de longa duração, para a emigração e para o atraso competitivo da economia está na burocratização e na carga fiscal, que pretende cortar.
Acabando com a progressividade, sendo por isso inconstitucional, propõe isentar de imposto uma parte dos rendimentos (IRS). O partido considera que algumas medidas visam a tentativa de punir os ricos e de impor um nivelamento da sociedade, àquilo a que chama de "fabricação da igualdade", e menciona as medidas "mais usuais" como "o imposto progressivo IRS, tentando nivelar os rendimentos e penalizando quem mais riqueza cria para a comunidade. Porém, críticos consideram que tal alteração para a taxa única de IRS aumentaria fortemente a desigualdade, pois os mais pobres, que pagam menos de 15% de IRS, passariam a pagar mais impostos do que pagam, e os mais ricos, que em geral pagam hoje em dia mais de 15%, passariam a pagar menos.
Tanto o Chega como a Iniciativa Liberal, defendem uma taxa única e fixa no IRS, ou mesmo a ausência de imposto sobre o trabalho", e a completa abolição do IMI e do imposto de mais-valias, defendendo que "o essencial da carga fiscal deverá incidir sobre o consumo, ou seja, o grosso da cobrança fiscal deverá ser originado pelo IVA." Este que, sendo um imposto regressivo em relação ao rendimento, é um imposto que penaliza por igual ricos e pobres. Diferentemente dos partidos de esquerda que pretendem a introdução de mais escalões, de forma a aumentar a progressividade do IRS. No caso do Chega é mencionada uma isenção para quem se encontrar abrangido pela rede mínima de protecção social, mas não são referidos valores mínimos de rendimentos para a aplicação da taxa única de 15%.
Estima-se o sistema fiscal português, demasiado complexo, com vários problemas e que carece de uma revisão/reforma. O IRS tem sido o imposto mais discutido, devido aos seus problemas: elevadas taxas médias e extrema complexidade (muitas deduções, muitas isenções etc.), sendo no entanto o IVA, o imposto com maior peso na receita fiscal. Os estudos econométricos revelam que o IVA é um imposto fortemente regressivo, penalizando financeiramente as famílias mais pobres em benefício das mais ricas. Ou seja, o peso do IVA pago, quando comparado com o rendimento, é muito maior nas primeiras que nas segundas, pelo que o seu sacrifício é maior.

#### Habitação
Opondo-se a várias medidas claramente e frontalmente contra o espírito de economia livre e de mercado que existe em Portugal, o Chega considera haver nas propostas do então governo PS, um ataque á propriedade privada e á habitação já não visto há décadas desde o PREC após a revolução do 25 de abril de 1974.
O Chega opoe-se ao aumento da contribuição extraordinária para o alojamento local, leis de expropriação e arrendamento coercivo, incentivadas pelo governo socialista de António Costa, pela sua "gravidade e pela frontalidade de inconstitucionalidade que trazem em si próprias". O partido acusa as medidas para habitação do então governo PS de terem "pulsão Bolivariana".
O Chega propõe 10 medidas, entre as quais a isenção do pagamento de IMT, IMI e imposto de selo para quem comprar habitação própria até 250 mil euros, redução do imposto sobre as rendas para 5% no caso de contratos de longa duração e 10% para os restantes, benefícios ficais para quem reabilitar prédios devolutos destinados ao arrendamento ou a redução do IVA da construção civil.
O partido quer também apoios diretos para as famílias que viram a sua taxa de esforço “aumentar significativamente” na sequência da subida das taxas de juro, crédito bonificado para jovens, com o Estado fiador durante cinco anos, limitar a três o número de rendas que podem ser pedidas no início de novos contratos de arrendamento, um levantamento da habitação pública disponível e, ainda, sanções para o uso indevido de habitação pública.

#### Pensões de velhice
O Chega pretende a implementação de “uma reforma mínima garantida, equivalente ao salário mínimo nacional”. A "pensão mínima garantida" para os reformados, "em nenhum caso", poderá ser "mais baixo do que o salário mínimo nacional". O Chega avisa que "não participará em nenhum Governo que volte a cortar pensões".
Para além da reforma fiscal, com o fim do IMI, e uma taxa única do IRS, propõe maior fiscalização da comunidade cigana e a "reversão de todas as normas de discriminação positiva que abrangem minorias".

#### Política de natalidade
No partido defende-se a total isenção de impostos de rendimento para todas as mães com quatro ou mais filhos que não tenham qualquer referência aos pais, até ao fim das suas vidas. Incutindo ao estado o ónus de uma dedução de cerca de 10 mil euros do empréstimo habitação após o nascimento do terceiro filho de um casal.

### Europa e imigração
Na sua política de imigração, o partido compromete-se a tornar as leis de asilo mais rígidas e a reduzir a imigração. O Chega critica a imigração no cômpto do sistema de bem-estar social e critica o aumento de estrangeiros entre os beneficiários do sistema económico e de segurança social e outros programas de bem-estar social sem aceitar qualquer tipo de integração. Em contrapartida, propõe a criação de quotas, para que Portugal selecione imigrantes com determinada formação, como médicos e enfermeiros, concedendo apenas a entrada a indivíduos que façam falta de acordo com as necessidades da economia portuguesa.
Defende propostas contra o fundamentalismo islâmico, em declarações na esfera pública de figuras partidárias que se vinculam a um discurso contra a imigração magrebina, e o desenvolvimento de um vínculo mais estreito com o catolicismo. O partido defende o fechamento de mesquitas fundamentalistas, bem como a prisão e expulsão de imãs extremistas.
Unidos contra a imigração islâmica e pela reposição de fronteiras internas na União Europeia, o partido tem recebido apoio do grupo europeu Liberdade e Democracia, presidido pelo belga Gerolf Annemans, do partido Interesse Flamengo, e do antigo ministro francês Thierry Mariani, atual eurodeputado eleito pela União Nacional de Marine Le Pen, unidos contra o fluxo de imigração islâmica e o acolhimento de refugiados islâmicos, defendendo uma Europa de "de matriz cultural e cristã de identidade".
Em contraponto, o partido apresentou e aprovado moções para apoiar os refugiados ucranianos, que fogem da Guerra Russo-Ucraniana, apoiando quem defende as fronteiras, a soberania e a civilização, "do lado da Europa e de Portugal" e contra aqueles que "não vierem por bem” e pretendem “dominar” Portugal - em referência ao fundamentalismo islâmico.
A 3 de Maio de 2022, o Chega requereu a marcação de um debate de urgência na Assembleia da República sobre o acolhimento de refugiados ucranianos em Portugal para que o Governo esclareça se existe "associações ou grupos pró-russos" envolvidos, e se "há controlo por parte das secretas portuguesas e do Governo sobre serviços de espionagem russos que agem em Portugal e que podem estar a condicionar este acolhimento, inclusive com financiamento directo ou indirecto destas associações pró-russas". Considera haver uma ameaça à segurança interna por haver um sentimento e uma conivência pró-russa e pró-regime de Vladimir Putin por parte de partidos políticos e algumas câmaras municipais.
Adopta um discurso pelo controlo na circulação de criminosos, terroristas e de agressores sexuais, muitas vezes associando a falta de segurança em Portugal à imigração descontrolada, com críticas pela insistência de misturar imigração e segurança.

### ONU
Na área das relações externas, o Chega exige que seja revista a integração de Portugal nas Organização das Nações Unidas (ONU), acusando a organização de "inoperância", que na opinião de André Ventura é uma "entidade produtora e difusora de marxismo cultural". Este defende ainda um "compromisso inequívoco com a defesa da existência do Estado de Israel, face ao recrudescimento do antissemitismo e das ameaças terroristas de que o povo judeu é alvo, pugnando pela transferência da embaixada Portuguesa para Jerusalém".

### Projectos

#### Revisão Constitucional
No primeiro projecto de revisão constitucional que entregou já em Setembro de 2020 na Assembleia da República, André Ventura incluiu algumas das propostas polémicas que tem defendido, como a criação da pena de castração química ou física a condenados por crimes de violação ou abuso sexual de menores, a prisão perpétua, a limitação dos cargos de primeiro-ministro e ministro a quem tiver nacionalidade portuguesa originária, a eliminação dos limites materiais da revisão da própria Constituição, retirar o termo “república” na referência a Portugal, diminuir o número de deputados e de ministérios e rever a imunidade dos deputados. Também pretende retirar do preâmbulo a referência ao objetivo de “abrir caminho a uma sociedade socialista” defendendo um texto sem linhas norteadoras pré-estabelecidas - para lá das que o Estado de Direito faça aplicar - ou dogmas político-ideológicos diversos, e critica o texto actualmente fixado que usa a expressão "regime fascista".

#### Voto obrigatório
O Chega pretende alterar a norma do artigo 109.º da Constituição Portuguesa, que diz respeito à "participação política dos cidadãos", pretendendo inscrever na Constituição o voto obrigatório, e sanções para quem não cumprir.

#### Trabalho comunitário para condenados por crimes graves
Na área da justiça, inclui no projecto de revisão constitucional a aplicação de pena acessória de trabalho comunitário para ilícitos criminais especialmente graves, nomeadamente o crime de incêndio florestal. Ventura defende que o trabalho “deve ser uma componente fundamental da via de ressocialização dos criminosos, mormente daqueles que cometeram actos especialmente graves contra a sociedade, os cidadãos e o tecido social envolvente”.
No caso específico da alteração do artigo 25.º da Constituição da República Portuguesa, que diz respeito ao direito à integridade moral e física, que é inviolável, que diz que "ninguém pode ser submetido a tortura nem a tratos ou penas cruéis, degradantes ou desumanos", o Chega pretende que "quando alguém seja definitivamente condenado, em consequência de sentença judicial, nos termos da legislação processual penal, por crimes especialmente graves, nomeadamente o crime de incêndio florestal, possa ser aplicada, como pena acessória, a obrigatoriedade de prestação de trabalho comunitário". A recusa injustificada de trabalho comunitário nestes casos "determinará a absoluta proibição de beneficiar de qualquer redução de pena, liberdade condicional ou saídas precárias do estabelecimento prisional".
Entregue na Assembleia da República em 7 de janeiro, e dois dias depois avaliado pela Comissão de Assuntos Constitucionais, Direitos, Liberdades e Garantias, que pediu, em fevereiro, pareceres ao Conselho Superior do Ministério Público, à Ordem dos Advogados e ao Conselho Superior da Magistratura, o projeto de alteração do Código Penal teve parecer desfavorável, nele consta ainda o "agravamento das molduras penais aplicáveis" e "consagrando a possibilidade de substituição da indemnização a pagar ao Estado" e outros lesados por "trabalho comunitário em prol da reflorestação da área ardida e/ou da reconstrução do património destruído". O Conselho Superior de Magistratura defendeu que "a exposição de motivos é insuficiente para justificar o agravamento proposto das molduras penais".
A Ordem dos Advogados defende que esta proposta de alteração à lei "ofende os mais elementares princípios gerais de aplicação das penas, com respaldo constitucional, designadamente o princípio segundo o qual a aplicação de uma pena não poderá envolver em caso algum e como efeito necessário a perda de direitos civis, profissionais ou políticos".
Está também prevista a alteração ao "artigo 274.º do Código Penal, aumentando para um mínimo de 10 anos e um máximo de 20 anos a pena de prisão" aplicável àqueles que revelem "especial perversidade ou indiferença perante os bens jurídicos ameaçados". O projecto inclui ainda "pena de prisão de dois a dez anos" para quem impedir o combate aos incêndios, e entre "os dois e os cinco anos de prisão" para quem o dificultar.

#### Castração de pedófilos
O projecto prevê a remoção dos órgãos genitais a criminosos condenados por violação de menores, em casos especialmente graves e/ou reincidentes. O diploma dita ainda o agravamento das penas de prisão por crimes de abuso sexual de crianças até 12 anos.
No código penal português, a violação é punível com um a seis anos de prisão, caso não haja violência ou ameaças graves nem a vítima esteja inconsciente, e com três a 10 anos de prisão se se provar aquelas condutas agravantes. O Chega defende o endurecimento das penas para entre três e 10 anos e para entre seis a 12 anos, respetivamente.
O Conselho Superior de Magistratura considera que o projecto lesa "o direito fundamental à dignidade da pessoa humana, à integridade física e psíquica do violador, redundando num tratamento desumano e cruel", o que é contrário aos direitos protegidos pela Declaração Universal dos Direitos Humanos e a Constituição.

#### Casamento entre menores
Segundo o diploma apresentando pelo Chega em alteração ao Código Civil, "entre 2015 e 2020 houve mais de 600 casamentos infantis em Portugal". O ordenamento jurídico em Portugal, permite o
casamento de crianças desde que maiores de 16 anos e com o consentimento dos pais. Assim, o Chega apresentou a alteração legislativa que tem os pressupostos da Convenção
Sobre os Direitos da Criança, bem como a recomendação das associações supramencionadas e
os Objetivos de Desenvolvimento Sustentável, impedindo o casamento antes dos 18 anos.
Em Portugal, com menos de 18 anos, se o matrimónio for autorizado pelos progenitores ou tutores garante a emancipação do menor, ou seja, o menor adquire plena capacidade de exercício de direitos. Não sendo autorizado, o casamento é válido, mas o menor permanece incapacitado no que respeita à administração dos bens até atingir a maioridade e não responde por dívidas. No sentido de acabar com a emancipação de menores, diminuir "a possibilidade de serem (os menores) vítimas de violência doméstica " ou de "gravidez na adolescência", o Chega propôs alterações a vários artigos do Código Civil.
A lei n.º 39/2025, de 1 de abril, proíbiu o casamento a menores de 18 anos. A proposta desta lei, acordada na Comissão de Assuntos Constitucionais, Direitos, Liberdades e Garantias, a partir dos projetos de lei de BE e PAN, foi aprovada com votos de todas as bancadas, excepto PSD, IL e CDS-PP.

#### Famílias no governo
Face à polémica dos "conluios familiares" no governo, o Chega pretende dar entrada no Parlamento a um projecto de revisão Constitucional, com uma lei anti-nepotismo referente "a inelegibilidades de relações familiares nos diversos cargos governativos sendo explicitamente interditas relaçoes de parentesco de 1.° e 2.° grau dentro do Governo, mesmo grupo parlamentar na Assembleia da República ou nas Assembleias Legislativas Regionais ou ainda na mesma lista de candidatura a órgão regional ou local”. Pais, mães e filhos, irmãos, avós e netos passam a estar impedidos de exercer funções no Governo.
Por se considerar que o actual regime de impedimentos está a ser defraudado, ao ser permitido que familiares de governantes possam ter negócios com o Estado numa área não relacionada com essa pessoa, o Chega quer também proibir "quaisquer contractos do Estado com empresas em que o titular do órgão seja detentor de participação (independentemente de ser mais ou menos de 10%), assim como de empresas que tenham participação de familiares do titular do órgão, designadamente ascendentes, descendentes, em qualquer grau ou colaterais até ao 2° grau e ainda cônjuges ou unidos de facto".

#### Gastos do Governo
O partido apresentou um projecto de resolução, em que seja consagrada a possibilidade de os contribuintes poderem fiscalizar o dinheiro que Portugal receberá do Fundo de Recuperação Europeu, este que prevê a injeção 45 mil milhões de euros nos próximos 10 anos, parte dos 1,8 biliões de euros que serão injectados nos 27 Estados-membros da UE, incluindo o Mecanismo de Recuperação e Resiliência. Trata-se do maior pacote de medidas de estímulo alguma vez financiado pelo orçamento da UE, que visa ajudar a reconstruir a Europa pós-COVID-19.
Por razões de transparência, o Chega sugere que o executivo "reconheça e faculte o acesso dos contribuintes, que tenham a sua situação fiscal regularizada, ao ‘e-fatura', mais concretamente permitindo-lhes conhecer as “e-facturas” que o Estado e demais entidades públicas emitem e pagam com o dinheiro dos próprios contribuintes". Para tal, propõe uma "auditoria conjunta entre o parlamento e o Tribunal de Contas" que analisará com minúcia o total dos gastos do sistema político e administrativo dos últimos seis anos de governação socialista, controlando de forma transparente a utilização dos dinheiros públicos. Esta fiscalização estende-se a diferentes áreas e sectores, como os montantes injectados no Novo Banco e na TAP, ou ainda todos os gastos do governo em estudos e pareceres, segundo o partido, feitos "sem qualquer justificação".

#### Banca
Segundo o Tribunal de Contas (TdC) no Parecer sobre a Conta Geral do Estado, o custo dos apoios públicos ao sector financeiro para segurar os bancos em Portugal, a maior parte deles privados, aproxima-se dos 23 mil milhões de euros no período de 2008 a 2021. O partido defende que os milhões que foram atribuídos à banca sejam devolvidos e não sirvam para aumentar salário e pensões. O partido defende que valor tributado e utilizado nos bancos tem de ser devolvido, antes do prazo definido pelo Governo, as verbas que recebeu do Estado. O Chega agendou para o dia 18 de maio um debate no Parlamento dedicado aos lesados da banca, acompanhado de manifestações na Assembleia da República.

### Lei

#### Prescrição de crimes
O intuito da alteração ao código penal prevê prescrição de alguns crimes por considerar que a legislação penal portuguesa tem ficado "muito aquém dos avanços dogmáticos que seriam expectáveis” na Europa e “do diálogo internacional entre as diferentes comunidades académicas”. O projecto assinado pelo deputado único, André Ventura, prevê uma alteração ao Código Penal.Estão em causa crimes como o homicídio, a violação, a corrupção, o terrorismo, o tráfico de pessoas, o crime de incêndio florestal ou a propagação de doença. Os crimes em causa passariam então "a ser criminalmente perseguidos a todo o tempo, independentemente do tempo decorrido desde a prática dos actos criminosos”.
O Chega, considera que os números de prescrição criminal "têm obstaculizado a efectiva ação da justiça e impedido a realização dos seus objetivos mais profundos", nomeadamente com os prazos de prescrição a tornarem-se "muitas vezes um referencial de estratégia para que os arguidos nunca venham a ser condenados ou que o processo venha a ser irremediavelmente obstaculizado".

#### Agravamento das penas
O Chega propôs um projecto de lei que visa o agravamento das penas pelo crime de corrupção, sendo propostos até 16 anos de prisão pela corrupção passiva e o máximo de 10 anos para a corrupção ativa. O Chega quer, por isso, que a pena por corrupção passiva passe de um a 8 anos para 5 a 16 anos. E se o acto ou omissão não forem contrários aos deveres do cargo e a vantagem não lhe for devida, o agente é punido com pena de prisão de dois a oito anos (atualmente 1 a 5 anos).
É acrescentado nova alínea que determina que em caso de penas superiores a 5 anos, o autor fica impedido de exercer quaisquer cargos públicos durante dez anos. Já o corruptor (corrupção ativa), agora penalizado com 1 a 5 anos, passaria a 2 a 10 anos.
Atualmente, a violação é punível com um a seis anos de prisão, caso não haja violência ou ameaças graves nem a vítima esteja inconsciente, e com três a 10 anos de prisão se se provar aquelas condutas agravantes. O Chega defende o endurecimento das penas para entre três e 10 anos e para entre seis a 12 anos, respetivamente. Ademais, defende a criação de um "regime especial", com o "agravamento das penas", para casos de "ofensas à integridade física e ameaças a bombeiros e agentes da autoridade".

#### Pena de Prisão Perpétua
Em vigor desde a fundação do partido, em 2019, a aplicação da pena de prisão perpétua para criminalidade mais grave e violenta, foi a 3 Julho de 2021 aprovada por unanimidade e aclamação pelo Conselho Nacional do Chega voltando a proposta a constar na nova versão do documento em que vigora o programa do partido. Está proposta visa a defesa "intransigente da aplicação da pena de prisão perpétua para a criminalidade mais grave e violenta", e assume-se que qualquer participação numa coligação parlamentar de governo será recusada caso esta solução seja "inviabilizada".

#### Perda da nacionalidade
O Chega propõe, entre outras medidas, a perda da nacionalidade portuguesa a quem seja definitivamente condenado a "penas efetivas superiores a cinco anos".
O projeto de lei defende ainda a perda da nacionalidade de pessoas que se naturalizem e mantenham outra, caso "ofendam de forma ostensiva e notória, com objetivo de incentivar ao ódio ou humilhação da Nação, a História nacional e os seus símbolos nacionais".
André Ventura, do Chega, argumentou que a perda de nacionalidade é para casos em que os cidadãos são condenados a penas superiores a cinco, por crimes graves, como tráfico de droga, crimes sexuais ou branqueamento de capitais, ou ainda em quem "passa a vida a ofender Portugal e a sua memória histórica"; e afirma que vários países na Europa, como a Suíça ou o Reino Unido, retiram a nacionalidade.
No parecer, Ferro Rodrigues alegou ter dúvidas constitucionais em alguns aspetos do projeto de diploma do deputado André Ventura, nomeadamente quanto ao artigo da Constituição que "nenhuma pena envolve como efeito necessário a perda de quaisquer direitos civis, profissionais ou políticos".
A comissão de Assuntos Constitucionais, Direitos, Liberdades e Garantias discutiu no dia 24 de Março de 2021 os pareceres sobre o projeto do partido e concluiu que é inconstitucional e, portanto, não admissível, conforme estipula o regimento da Assembleia da República. A generalidade dos partidos concordou com o parecer, embora BE e CDS tenham voltado a levantar reservas à comissão estar a fazer um escrutínio de constitucionalidade prévia a iniciativas legislativas.

#### Enriquecimento injustificado
A criminalização do enriquecimento injustificado, é um projecto de lei defendido pelo Chega entregue a 15 de abril de 2021, que pretende introduzir à lei do Código Penal penas de prisão de três a cinco anos.
Para a sua aplicabilidade, André Ventura defende que se reveja a Constituição, dado que, por ferir o princípio de presunção de inocência, o Tribunal Constitucional (TC) chumbou por duas vezes a criminalização de enriquecimento ilícito e injustificado em 2012 e 2015. A revisão do Texto Fundamental seria no sentido de que este estipule que o príncípio de presunção de inocência não impeça a punição.
A justificação passa também por as pessoas que detenham bens como carros de alta cilindrada, aviões, barcos, etc. que não estejam em seu nome passem a ser possível a sua criminalização caso a pessoa não possa justificar o uso desses bens.
Em causa está a proposta uma alteração ao 3.º ponto do artigo 32.º ("Garantias de processo criminal") para "consagração constitucional da compatibilidade entre o princípio da presunção de inocência e a criminalização do enriquecimento ilícito".
"O princípio da presunção de inocência não impede a legislação criminal de prever e punir, de forma adequada e proporcional, desde que devidamente identificado o bem jurídico protegido, a conduta daqueles que, sendo titulares de cargo políticos ou de altos cargos públicos, adquirirem, possuírem ou detiverem, durante o período do exercício de funções públicas ou nos três anos seguintes à cessação dessas funções, por si ou por interposta pessoa, singular ou coletiva, património incompatível com os seus rendimentos e bens declarados ou que devam ser declarados". - artigo 32.º ("Garantias de processo criminal")
O projecto "tem por objetivo garantir a integridade e transparência do exercício de funções públicas, o combate fundamental contra a corrupção e contra o tráfico de influências, que considera-se causas que conduzem ao fenómeno do enriquecimento ilícito dos titulares de cargos públicos e políticos".
Existe ainda uma adenda que se versa "na inclusão da variante de ‘despesas’ enquanto critério de análise do enriquecimento ilícito. Na verdade, mesmo em casos em que o património não seja possível de ser identificado, o legislador deve ter margem para analisar a incompatibilidade da assunção ou manutenção de um determinado nível de despesa, por parte dos titulares ou ex-titulares de cargos políticos, face aos rendimentos que declarem ou devam declarar".

#### Libertação de prisioneiros
Em abril de 2020, o Governo do Partido Socialista, aprovou o novo regime extraordinário de saída administrativa de reclusos condenados para prevenir a disseminação da Covid-19 em ambiente prisional. Nessa altura, Ventura alertou em parlamento que essas medidas iriam permitir a libertação de presos como Armando Vara.
No decreto de execução do segundo período do estado de emergência aprovado a 7 de Outubro de 2021 na Assembleia da República, foi estipulado o “perdão parcial de penas de prisão”, o “regime especial de indulto das penas”, o “regime extraordinário de licença de saída administrativa de reclusos condenados” e a “antecipação extraordinária da colocação em liberdade condicional”. A 10 de Outubro de 2021 Armando Vara - antigo governante socialista condenado a 5 anos de prisão no Estabelecimento Prisional de Évora no âmbito do processo Face Oculta - é libertado. Em consequência, o Chega requeriu uma audição parlamentar urgente da ministra da Justiça sobre a libertação do ex-ministro Armando Vara, considerando que o caso representa a "falência" do sistema de Justiça. O Juiz Presidente do Tribunal Judicial da Comarca de Évora argumentou que Armando Vara já tinha cumprido metade da pena, não faltando mais de dois anos para o termo desta, "preenchendo-se, assim, o requisito previsto no n.º 2 do artigo 2.º da Lei n.º 9/2020".
Em contestação ao regime excecional de libertação de presos, o Chega propõe a elaboração de um relatório, de acesso público e universal, que detalhe o tipo de crimes pelos quais estavam a cumprir pena, o número de reclusos libertados ao abrigo desta lei e a extensão das mesmas. Boa parte dos deputados do PS na Comissão de Assuntos Constitucionais, Direitos, Liberdades e Garantias, onde o tema é tratado, manifestaram-se contra o fim desse regime que libertou da cadeia até à data de 11 de Novembro de 2021, 3018 criminosos, dos quais 659 voltaram para a prisão, aproximando a percentagem da população prisional em Portugal à média da União Europeia.

#### Redução de vereadores e deputados municipais
A proposta no parlamento visa a redução do número de vereadores, deputados municipais e membros de Assembleias de Freguesia para “emagrecer a máquina do Estado”. Sabendo-se que há "mais de 2.000 mandatos de vereador em Portugal, em 2017, há mais de 6.000 mandatos de deputados e há mais de 27.000 mandatos de freguesia", André Ventura diz não estar preocupado se o Chega será um dos “principais prejudicados” nas próximas eleições, a par da Iniciativa Liberal (IL) e do Pessoas–Animais–Natureza (Pan).

#### Subvenções vitalícias
Em crítica ao Estado português estar a pagar subvenções vitalícias de milhares de euros a 239 ex-políticos e juízes (2021), inclusive 2 políticos condenados a prisão efectiva (Armando Vara e Duarte Lima), em contraponto às subvenções de 200 euros por mês dadas a "bombeiros feridos" ou os pouco mais de 100 ou até 200 euros que recebem alguns pensionistas, o Chega considera ser "inaceitável" e "vergonha nacional" a norma ainda vigorar para os que adquiriram esse direito. Por mês são gastos mais de 460 mil euros, com base numa norma criada em 1985, onde o regime de subvenções vitalícias terminou em 2009. Não foram atribuídas novas subvenções desde essa data, mas o Estado continua a manter este direito para quem o adquiriu dentro desse prazo. Entre os beneficiários estão antigos primeiros-ministros, ex-deputados ou autarcas e juízes do Tribunal Constitucional.
O valor mensal mais alto é de 13.607 euros, com redução parcial, e o mais baixo de 883 euros.
Sobre as subvenções atribuídas a titulares de cargos políticos e a juízes do Tribunal Constitucional, o Chega defende que não pode haver uma posição em público contra e em oculto estarem a receber; e a 5 de Setembro de 2021 entregou nas sedes do PSD, PCP e Aliança um documento a exigir que os respetivos líderes partidários renunciem às subvenções vitalícias que lhes foram atribuídas, "em nome da dignidade política e da transparência exigível a quem representa os cidadãos eleitores". Foi ainda entregue um requerimento no Tribunal Constitucional (TC) a pedir que este se pronuncie sobre a situação.
Num projecto de lei, cujo preâmbulo considera "haver uma inversão axiológica que tem de ser corrigida: um titular de um cargo político não pode beneficiar de uma subvenção que visa compensar a entrega, o esforço e a dedicação à causa pública, quando ficou judicialmente demonstrado que traiu veementemente essa mesma causa pública e os valores da integridade e da transparência que devem pautar o exercício daqueles mandatos". O projecto visava retirar, incluindo retroativamente, as subvenções vitalícias a ex-titulares de cargos políticos condenados por crimes "com pena de prisão superior a três anos".

#### Forças de Segurança
No que diz respeito às forças de segurança, o Chega apresenta propostas que passam pelo reforço da autoridade da polícia portuguesa, como a alteração ao Código Penal prevendo penas de prisão de dois a cinco anos a quem captar imagens de forças de segurança, alegando que "é preciso proteger a polícia", um “reforço muito significativo dos meios de combate à corrupção”, o que implica mais meios informáticos para os órgãos de polícia criminal e entidades judiciais, designadamente no que toca a perícias, pelo recrutamento de meios humanos e pela modernização de equipamentos, instalações e veículos; triplicar os 100 euros atribuídos pelo Governo Socialista como valor do subsídio de risco dados às forças policiais e de segurança, aumentando o valor do complemento Especial de Pensão dos ex-combatentes e conferir possibilidade de acumulação de benefícios independentemente do tempo de serviço prestado aos antigos combatentes do Ultramar e familiares directos como forma de agradecimento, e honrando quem em defesa da pátria ofereceu a vida.
No partido frisa ainda a iniciativa de alterar a formulação utilizada no concurso de 2021 em que o ministro Eduardo Cabrita fixou algumas orientações gerais como: “privilegiar o recrutamento de candidatos representativos da diversidade de contextos sociais e culturais” sob o argumento de combater a discriminação nos requisitos de admissão da PSP para "mérito no acesso à profissão de polícia e não por pertença a minorias étnicas ou culturais".
Em Abril de 2022, o Chega apresenta um projecto de lei para reverter a extinção do Serviço de Estrangeiros e Fronteiras (SEF) assim como a dispersão das suas atribuições policiais pela PSP, GNR e PJ, e das competências administrativas para o Instituto dos Registos e Notariado e para o Serviço de Estrangeiros e Asilo (SEA). No entanto, tal proposta de revogação da extinção do SEF não foi aprovada.

#### Cultura, Ambiente e Mundo Rural
O partido defende as tradições portuguesas, pugna pela defesa dos valores e preservação do património cultural português, contra a programação interveniente do Estado na cultura e educação sob quaisquer directrizes filosóficas, estéticas, religiosas ou políticas ideológicas. Defende a preservação ambiental, as boas práticas agrícolas e bons costumes de bem-estar animal, contra todas as ameaças de ideologia animalista. Defende na sua plataforma política a representação da Agricultura, a Pecuária, a Caça, a Pesca e a Tauromaquia.

## Órgãos Nacionais do Partido

### Presidente da Direção Nacional
O presidente do Chega é a figura política mais importante do partido. O cargo é ocupado por André Ventura desde 2019.
De acordo com o artigo 23.º dos estatutos do partido, o Presidente da Direção Nacional é eleito em eleições diretas pelo voto livre de todos os militantes do partido, nos termos do Regulamento Eleitoral, e compete-lhe, entre outras funções: De acordo com o mesmo artigo, cabe ao presidente da direção nacional:
- Apresentar publicamente a posição do Partido “CHEGA” sobre as matérias da competência da Direção Nacional;
- Representar o Partido perante os órgãos de Estado e os demais Partidos;
- Presidir à Direção Nacional e às respetivas reuniões;

De acordo com a Lei das precedências do Protocolo do Estado Português, o presidente do Chega, tal como os líderes de outros partidos com assento parlamentar, é o 16º da ordem de precedência no Protocolo de Estado Português.

### Direção Nacional
| Direção Nacional   | Direção Nacional           |
| ------------------ | -------------------------- |
| Presidente         | André Claro Amaral Ventura |
|                    |                            |
| Secretários-Gerais | Pedro Pinto                |
| Secretários-Gerais | Rui Paulo Sousa            |
|                    |                            |
| Vice-Presidentes   | António Tânger Corrêa      |
| Vice-Presidentes   | Pedro Frazão               |
| Vice-Presidentes   | Marta Silva                |
|                    |                            |
| Adjuntos           | Rui Paulo Sousa            |
| Adjuntos           | Pedro Pinto                |
| Adjuntos           | Patrícia de Carvalho       |
| Adjuntos           | Ricardo Regalla            |
| Adjuntos           | Rita Matias                |
| Adjuntos           | Diogo Pacheco de Amorim    |

### Mesa Nacional
| Mesa Nacional   | Mesa Nacional        |
| --------------- | -------------------- |
| Presidente      | João Lopes Aleixo    |
|                 |                      |
| Vice-Presidente | Felicidade Vital     |
|                 |                      |
| Secretários     | Pedro Miguel Pinto   |
| Secretários     | Nuno Gomes de Araújo |

### Conselho de Jurisdição Nacional
| Conselho de Jurisdição Nacional | Conselho de Jurisdição Nacional |
| ------------------------------- | ------------------------------- |
| Presidente                      | Bernardo Pessanha               |
|                                 |                                 |
| Vice-Presidentes                | Cristina Rodrigues              |
| Vice-Presidentes                | Ana Caldeira Figueiredo         |
|                                 |                                 |
| Adjuntos                        | Fernando Pedroso                |
| Adjuntos                        | Ana Dias Pinto                  |

### Conselho de Auditoria e Controle Financeiro
| Conselho de Auditoria e C. Financeiro | Conselho de Auditoria e C. Financeiro |
| ------------------------------------- | ------------------------------------- |
| Presidente                            | Nelson Joaquim Raimundo               |
|                                       |                                       |
| Auditores                             | Miguel Nunes                          |
| Auditores                             | Rui Fernando Silva                    |

## Juventude CHEGA
A Juventude Chega (sigla: JCH; estilizado em caixa alta) é uma estrutura dependente da Direção Nacional do Partido CHEGA, pretendendo corresponder às necessidades, objetivos e anseios dos jovens portugueses.

### Direção Nacional
Os membros da Direção Nacional da JCH são nomeados pela Direção Nacional do Partido, após proposta do Coordenador da Direção Nacional da Juventude, para mandatos de 3 anos. A atual coordenadora da direção nacional da Juventude é a deputada Rita Matias.

## Deputados - Assembleia da República

### XVII Legislatura da República Portuguesa
A XVII Legislatura é a legislatura da Assembleia da República resultante das eleições legislativas de 18 de maio de 2025. Nestas eleições, o CHEGA alcançou o seu melhor resultado de sempre, atingindo, até ao momento, 58 deputados — o mesmo número que o Partido Socialista, com a contagem dos círculos da Europa e Fora da Europa a ditarem mais dois deputados e onde o CHEGA venceu nas eleições anteriores, em 2024.
Com este resultado, o CHEGA reforça a sua posição como terceira força política nacional, consolidando-se como o principal partido da direita fora do eixo tradicional do Partido Social Democrata. A confirmar-se a vitória nos círculos da emigração, poderá inclusive ultrapassar o PS em número de deputados. Nesta legislatura, o CHEGA passa ainda a ser o partido com o maior número de deputados jovens (6), incluindo Rita Matias, Rui Cardoso, Ricardo Reis, Daniel Teixeira, Lina Pinheiro e Madalena Cordeiro.

#### Direção do Grupo Parlamentar
| Cargo                                 | Deputado             | Ref             |
| ------------------------------------- | -------------------- | --------------- |
| Presidente do Grupo Parlamentar       | Pedro Pinto          | [ 197 ] [ 198 ] |
| Vice-presidentes do Grupo Parlamentar | Rita Matias          | [ 197 ] [ 198 ] |
| Vice-presidentes do Grupo Parlamentar | Jorge Galveias       | [ 197 ] [ 198 ] |
| Vice-presidentes do Grupo Parlamentar | Cristina Rodrigues   | [ 197 ] [ 198 ] |
| Vice-presidentes do Grupo Parlamentar | Nuno Gabriel         | [ 197 ] [ 198 ] |
| Vice-presidentes do Grupo Parlamentar | Daniel Teixeira      | [ 197 ] [ 198 ] |
| Coordenadores de departamento         |                      | [ 197 ] [ 198 ] |
|                                       |                      | [ 197 ] [ 198 ] |
| Coordenadora da comunicação           | Patrícia de Carvalho | [ 197 ] [ 198 ] |

#### Deputados do Grupo Parlamentar
| Circulo eleitoral | Deputado                      | Circulo eleitoral | Deputado                |
| ----------------- | ----------------------------- | ----------------- | ----------------------- |
| Lisboa            | André Ventura                 | Setúbal           | Rita Matias             |
| Lisboa            | Rui Paulo Sousa               | Setúbal           | Patrícia de Carvalho    |
| Lisboa            | Marta Silva                   | Setúbal           | Nuno Gabriel            |
| Lisboa            | Pedro Pessanha                | Setúbal           | Daniel Teixeira         |
| Lisboa            | Ricardo Regalla               | Setúbal           | Cláudia Estêvão         |
| Lisboa            | Felicidade Vital de Alcântara | Setúbal           | Ricardo Reis            |
| Lisboa            | Bruno Nunes                   | Aveiro            | Pedro Frazão            |
| Lisboa            | José Barreira Soares          | Aveiro            | Maria José Aguiar       |
| Lisboa            | Patrícia Almeida              | Aveiro            | Armando Grave           |
| Lisboa            | Madalena Cordeiro             | Aveiro            | Pedro Santos            |
| Lisboa            | Rui Cardoso                   | Braga             | Filipe Melo             |
| Évora             | Jorge Galveias                | Braga             | Rodrigo Alves Taxa      |
| Portalegre        | João Lopes Aleixo             | Braga             | Vanessa Barata          |
| Faro              | Pedro Pinto                   | Braga             | Lina Pinheiro           |
| Faro              | João Graça                    | Coimbra           | Paulo Seco              |
| Faro              | Sandra Ribeiro                | Coimbra           | Eliseu Neves            |
| Faro              | António Moreira               | Porto             | Rui Afonso              |
| Santarém          | Pedro Correia                 | Porto             | Diogo Pacheco de Amorim |
| Santarém          | José Dotti                    | Porto             | Cristina Rodrigues      |
| Santarém          | Catarina Costa                | Porto             | José de Carvalho        |
| Leiria            | Gabriel Mithá Ribeiro         | Porto             | Marcus Santos           |
| Leiria            | Luís Paulo Fernandes          | Porto             | Sónia Monteiro          |
| Leiria            | Cristina Henriques            | Porto             | Patrícia Nascimento     |
| Viseu             | João Tilly                    | Porto             | Raúl Melo               |
| Viseu             | Bernardo Pessanha             | Porto             | Idalina Costa           |
| Beja              | Rui Cristina                  | Vila Real         | Manuela Tender          |
| Viana do Castelo  | Eduardo Teixeira              | Castelo Branco    | João Ribeiro            |
| Guarda            | Nuno Simões de Melo           | Açores            | Ana Martins             |
| Madeira           | Francisco Gomes               | Europa            | José Dias Fernandes     |
| Fora da Europa    | Manuel Magno Alves            | Europa            | José Dias Fernandes     |

### XVI Legislatura da República Portuguesa
A XVI Legislatura foi a legislatura da Assembleia da República resultante das eleições legislativas de 10 de março de 2024. Nestas eleições, o CHEGA mantém-se como a terceira força política nacional, sendo, pela primeira vez, o partido de direita que não o Partido Social Democrata (PSD) a ultrapassar a marca de 1 milhão de votos. O partido passa assim de 12 deputados para 50 deputados. O deputado Diogo Pacheco de Amorim foi eleito vice-presidente da Assembleia da República. No dia 24 de janeiro de 2025, Miguel Arruda torna-se deputado não inscrito, após o líder do partido, André Ventura, não ter permitido que este continuasse na bancada parlamentar, após ter sido constituído arguido pelo crime de furto qualificado de malas no aeroporto de Lisboa.

#### Direção do Grupo Parlamentar
| Cargo                                 | Deputado             | Ref     |
| ------------------------------------- | -------------------- | ------- |
| Presidente do Grupo Parlamentar       | Pedro Pinto          | [ 205 ] |
| Vice-presidentes do Grupo Parlamentar | Rui Paulo Sousa      | [ 205 ] |
| Vice-presidentes do Grupo Parlamentar | Rita Matias          | [ 205 ] |
| Vice-presidentes do Grupo Parlamentar | Jorge Galveias       | [ 205 ] |
| Vice-presidentes do Grupo Parlamentar | Marta Silva          | [ 205 ] |
| Coordenadores de departamento         |                      | [ 205 ] |
| Coordenadores técnicos                | Cristina Rodrigues   | [ 205 ] |
| Coordenadores técnicos                | Eduardo Teixeira     | [ 205 ] |
|                                       |                      | [ 205 ] |
| Coordenadores da comunicação          | Patrícia de Carvalho | [ 205 ] |
| Coordenadores da comunicação          | Bernardo Pessanha    | [ 205 ] |

#### Deputados do Grupo Parlamentar
| Circulo eleitoral | Deputado                      | Circulo eleitoral | Deputado                  |
| ----------------- | ----------------------------- | ----------------- | ------------------------- |
| Lisboa            | André Ventura                 | Setúbal           | Rita Matias               |
| Lisboa            | Rui Paulo Sousa               | Setúbal           | Patrícia de Carvalho      |
| Lisboa            | Marta Silva                   | Setúbal           | Nuno Gabriel              |
| Lisboa            | Pedro Pessanha                | Setúbal           | Daniel Teixeira           |
| Lisboa            | Ricardo Regalla               | Aveiro            | Jorge Galveias            |
| Lisboa            | Felicidade Vital de Alcântara | Aveiro            | Maria José Aguiar         |
| Lisboa            | Bruno Nunes                   | Aveiro            | Armando Grave             |
| Lisboa            | Madalena Cordeiro             | Braga             | Filipe Melo               |
| Lisboa            | José Barreira Soares          | Braga             | Rodrigo Alves Taxa        |
| Faro              | Pedro Pinto                   | Braga             | Vanessa Barata            |
| Faro              | João Graça                    | Braga             | Carlos Barbosa            |
| Faro              | Sandra Ribeiro                | Coimbra           | António Pinto Pereira     |
| Santarém          | Pedro Frazão                  | Coimbra           | Eliseu Neves              |
| Santarém          | Pedro Correia                 | Porto             | Rui Afonso                |
| Santarém          | Luísa Macedo                  | Porto             | Diogo Pacheco de Amorim   |
| Leiria            | Gabriel Mithá Ribeiro         | Porto             | Cristina Rodrigues        |
| Leiria            | Luís Paulo Fernandes          | Porto             | José de Carvalho          |
| Viseu             | João Tilly                    | Porto             | Marcus Santos             |
| Viseu             | Bernardo Pessanha             | Porto             | Sónia Monteiro            |
| Beja              | Diva Ribeiro                  | Porto             | Raúl Melo                 |
| Évora             | Rui Cristina                  | Portalegre        | Henrique de Freitas       |
| Viana do Castelo  | Eduardo Teixeira              | Vila Real         | Manuela Tender            |
| Guarda            | Nuno Simões de Melo           | Castelo Branco    | João Ribeiro              |
| Madeira           | Francisco Gomes               | Açores            | Miguel Arruda (2024-2025) |
| Fora da Europa    | Manuel Magno Alves            | Europa            | José Dias Fernandes       |

### XV Legislatura da República Portuguesa
A XV Legislatura foi a legislatura da Assembleia da República de Portugal, resultante das eleições legislativas de 30 de janeiro de 2022. Nestas eleições o CHEGA conseguiu eleger mais 11 deputados. Constituindo assim o primeiro grupo parlamentar do partido e tornando-se a 3.ª força política nacional.

#### Direção do Grupo Parlamentar
| Cargo                                 | Cargo                           | Deputado        | Ref             |
| ------------------------------------- | ------------------------------- | --------------- | --------------- |
| Presidente do Grupo Parlamentar       | Presidente do Grupo Parlamentar | Pedro Pinto     | [ 208 ] [ 209 ] |
| Vice-presidentes do Grupo Parlamentar | 1º Vice-Presidente              | Rui Paulo Sousa | [ 208 ] [ 209 ] |
| Vice-presidentes do Grupo Parlamentar | 2º Vice-Presidente              | Bruno Nunes     | [ 208 ] [ 209 ] |

#### Deputados do Grupo Parlamentar
| Círculo eleitoral | Deputado                                  | Círculo eleitoral                         | Deputado                                  |
| ----------------- | ----------------------------------------- | ----------------------------------------- | ----------------------------------------- |
| Lisboa            | André Ventura                             | Aveiro                                    | Jorge Valsassina Galveias                 |
| Lisboa            | Rui Paulo Sousa                           | Leiria                                    | Gabriel Mithá Ribeiro                     |
| Lisboa            | Rita Matias                               | Braga                                     | Filipe Melo                               |
| Lisboa            | Pedro Pessanha                            | Porto                                     | Rui Afonso                                |
| Faro              | Pedro Pinto                               | Porto                                     | Diogo Pacheco de Amorim                   |
| Santarém          | Pedro Frazão                              | Setúbal                                   | Bruno Nunes                               |
| Total             | 12 deputados - 3ª Força Política Nacional | 12 deputados - 3ª Força Política Nacional | 12 deputados - 3ª Força Política Nacional |

### XIV Legislatura da República Portuguesa
A XIV Legislatura foi a legislatura da Assembleia da República de Portugal, resultante das eleições legislativas de 6 de outubro de 2019. O CHEGA conseguiu com menos de 1 ano de ter sido fundado eleger 1 deputado único.
| Círculo eleitoral | Deputado                                                              |
| ----------------- | --------------------------------------------------------------------- |
| Lisboa            | André Ventura                                                         |
| Lisboa            | Diogo Pacheco de AmorimEm substituição durante 1 mês de André Ventura |

## Deputados - Assembleia Legislativa Regional

### Assembleia Legislativa Regional dos Açores

#### XII Legislatura (2024-presente)
| Círculo eleitoral | Deputado                  | Nota                       |
| ----------------- | ------------------------- | -------------------------- |
| São Miguel        | José Pacheco              | Presidente do CHEGA-Açores |
| São Miguel        | Olivéria Santos           |                            |
| Terceira          | Francisco Meneses de Lima |                            |
| Compensação       | Hélia Cardoso             |                            |
| Compensação       | José Sousa                |                            |

#### XI Legislatura (2020-2024)
| Círculo eleitoral | Deputado       | Nota                       |
| ----------------- | -------------- | -------------------------- |
| São Miguel        | Carlos Furtado | Presidente do CHEGA-Açores |
| Compensação       | José Pacheco   |                            |

### Assembleia Legislativa Regional da Madeira

#### XIII Legislatura (2023-presente)
| Círculo eleitoral | Deputado            | Notas                                                                  |
| ----------------- | ------------------- | ---------------------------------------------------------------------- |
| Círculo único     | Miguel Castro       | Presidente do CHEGA-Madeira e Presidente do Grupo Parlamentar Regional |
| Círculo único     | Magna Costa         |                                                                        |
| Círculo único     | Celestino Sebastião |                                                                        |
| Círculo único     | Maíza Fernandes     |                                                                        |

## Distritais

### Comissões Políticas Distritais[212][213]
| Distrital        | Presidente           | Vice-presidentes                           |
| ---------------- | -------------------- | ------------------------------------------ |
| Açores           | José Pacheco         | Fernando Mota Francisco Lima               |
| Aveiro           | Pedro Alves          | Ana Marques Carlos Balseiro                |
| Beja             | Mário Cavaco         | Andreia Agostinho Patrícia Berenguer       |
| Braga            | Filipe Melo          | Carlos Vieira Pinto                        |
| Bragança         | Luís Ribeiro         | Cecília Ferreira Cidália Martins           |
| Castelo Branco   | João Ribeiro         | Cátia Pinto João Silva                     |
| Coimbra          | Paulo Seco           | Eliseu Neves Hermínio Duarte               |
| Évora            | César Silva          | Telmo Lino David Cebola                    |
| Faro             | João Graça           | Sandra Ribeiro Sandra de Oliveira e Castro |
| Guarda           | José Marques         | Miguel Lourenço Daniela Dinis              |
| Leiria           | Luís Paulo Fernandes | Rui Nunes Fernandes                        |
| Lisboa           | Pedro Pessanha       | Patrícia Almeida                           |
| Madeira          | Miguel Castro        | Bernardo Silva Faria                       |
| Portalegre       | Henrique de Freitas  | Fernando Branco Odete Guiomar              |
| Porto            | Rui Afonso           | Nuno Pontes Marcus Santos                  |
| Santarém         | José Dotti           | Pedro Correia                              |
| Setúbal          | Nuno Gabriel         | Ricardo Costa João Marcarenhas de Lemos    |
| Viana do Castelo | Elsa dos Anjos Abreu | Natividade Barbosa                         |
| Vila Real        | Manuela Tender       | Carlos Silva                               |
| Viseu            | João Tilly           | Pedro Calheiros Amélia Soares              |

### Departamento das Comunidades Portuguesas
|             | Coordenador             |
| ----------- | ----------------------- |
| Comunidades | Diogo Pacheco de Amorim |

## Resultados eleitorais

### Eleições legislativas
| Data | Líder         | Cl. | Votos     | %              | +/-   | Deputados | +/-  | Status   |
| ---- | ------------- | --- | --------- | -------------- | ----- | --------- | ---- | -------- |
| 2019 | André Ventura | 7.º | 66 442    | 1,30 / 100,00  | Novo  | 1 / 230   | Novo | Oposição |
| 2022 | André Ventura | 3.º | 410 965   | 7,28 / 100,00  | 5.98  | 12 / 230  | 11   | Oposição |
| 2024 | André Ventura | 3.º | 1 169 836 | 18,07 / 100,00 | 10.79 | 50 / 230  | 38   | Oposição |
| 2025 | André Ventura | 3.º | 1 437 881 | 22,76 / 100,00 | 4.69  | 60 / 230  | 10   | Oposição |

 Açores 
| Data | CI. | Votos  | %             | +/-  | Deputados | +/-     |
| ---- | --- | ------ | ------------- | ---- | --------- | ------- |
| 2019 | 9.º | 709    | 0,85 / 100,0  | Novo | 0 / 5     | Novo    |
| 2022 | 3.º | 4 986  | 5,93 / 100,0  | 5.08 | 0 / 5     | Estável |
| 2024 | 3.º | 16 744 | 15,76 / 100,0 | 9.83 | 1 / 5     | 1       |

 Aveiro 
| Data | CI. | Votos  | %             | +/-   | Deputados | +/-  |
| ---- | --- | ------ | ------------- | ----- | --------- | ---- |
| 2019 | 8.º | 2 600  | 0,74 / 100,0  | Novo  | 0 / 16    | Novo |
| 2022 | 3.º | 20 546 | 5,63 / 100,0  | 4.89  | 1 / 16    | 1    |
| 2024 | 3.º | 73 110 | 17,25 / 100,0 | 11.61 | 3 / 16    | 2    |

 Beja 
| Data | CI. | Votos  | %             | +/-   | Deputados | +/-     |
| ---- | --- | ------ | ------------- | ----- | --------- | ------- |
| 2019 | 6.º | 1 313  | 2,04 / 100,0  | Novo  | 0 / 3     | Novo    |
| 2022 | 4.º | 6 932  | 10,27 / 100,0 | 8.23  | 0 / 3     | Estável |
| 2024 | 2.º | 16 595 | 21,55 / 100,0 | 10.28 | 1 / 3     | 1       |

 Braga 
| Data | CI.  | Votos  | %             | +/-   | Deputados | +/-  |
| ---- | ---- | ------ | ------------- | ----- | --------- | ---- |
| 2019 | 10.º | 3 177  | 0,68 / 100,0  | Novo  | 0 / 19    | Novo |
| 2022 | 3.º  | 28 746 | 5,81 / 100,0  | 5.13  | 1 / 19    | 1    |
| 2024 | 3.º  | 93 826 | 16,86 / 100,0 | 11.05 | 4 / 19    | 3    |

 Bragança 
| Data | CI. | Votos  | %             | +/-  | Deputados | +/-     |
| ---- | --- | ------ | ------------- | ---- | --------- | ------- |
| 2019 | 7.º | 533    | 0,84 / 100,0  | Novo | 0 / 3     | Novo    |
| 2022 | 3.º | 5 619  | 8,55 / 100,0  | 7.71 | 0 / 3     | Estável |
| 2024 | 3.º | 13 216 | 18,19 / 100,0 | 9.64 | 0 / 3     | Estável |

 Castelo Branco 
| Data | CI. | Votos  | %             | +/-   | Deputados | +/-     |
| ---- | --- | ------ | ------------- | ----- | --------- | ------- |
| 2019 | 7.º | 1 187  | 1,27 / 100,0  | Novo  | 0 / 4     | Novo    |
| 2022 | 3.º | 7 958  | 8,31 / 100,0  | 7.04  | 0 / 4     | Estável |
| 2024 | 3.º | 21 131 | 19,52 / 100,0 | 11.21 | 1 / 4     | 1       |

 Coimbra 
| Data | CI. | Votos  | %             | +/-  | Deputados | +/-     |
| ---- | --- | ------ | ------------- | ---- | --------- | ------- |
| 2019 | 9.º | 1 836  | 0,90 / 100,0  | Novo | 0 / 9     | Novo    |
| 2022 | 3.º | 13 166 | 6,12 / 100,0  | 5.22 | 0 / 9     | Estável |
| 2024 | 3.º | 37 412 | 15,46 / 100,0 | 9.33 | 2 / 9     | 2       |

 Évora 
| Data | CI. | Votos  | %             | +/-   | Deputados | +/-     |
| ---- | --- | ------ | ------------- | ----- | --------- | ------- |
| 2019 | 6.º | 6 624  | 2,22 / 100,0  | Novo  | 0 / 3     | Novo    |
| 2022 | 4.º | 7 222  | 9,15 / 100,0  | 6.93  | 0 / 3     | Estável |
| 2024 | 3.º | 17 846 | 19,96 / 100,0 | 10.81 | 1 / 3     | 1       |

 Faro 
| Data | CI. | Votos  | %             | +/-   | Deputados | +/-  |
| ---- | --- | ------ | ------------- | ----- | --------- | ---- |
| 2019 | 7.º | 3 690  | 2,14 / 100,0  | Novo  | 0 / 9     | Novo |
| 2022 | 3.º | 23 988 | 12,3 / 100,0  | 10.16 | 1 / 9     | 1    |
| 2024 | 1.º | 64 228 | 27,19 / 100,0 | 14.89 | 3 / 9     | 2    |

 Guarda 
| Data | CI. | Votos  | %             | +/-   | Deputados | +/-     |
| ---- | --- | ------ | ------------- | ----- | --------- | ------- |
| 2019 | 7.º | 1 135  | 1,48 / 100,0  | Novo  | 0 / 3     | Novo    |
| 2022 | 3.º | 6 116  | 7,95 / 100,0  | 6.47  | 0 / 3     | Estável |
| 2024 | 3.º | 15 821 | 18,59 / 100,0 | 10.64 | 1 / 3     | 1       |

 Leiria 
| Data | CI. | Votos  | %             | +/-   | Deputados | +/-  |
| ---- | --- | ------ | ------------- | ----- | --------- | ---- |
| 2019 | 7.º | 3 321  | 1,49 / 100,0  | Novo  | 0 / 10    | Novo |
| 2022 | 3.º | 18 918 | 8,02 / 100,0  | 6.53  | 1 / 10    | 1    |
| 2024 | 3.º | 53 764 | 19,66 / 100,0 | 11.64 | 2 / 10    | 1    |

 Lisboa 
| Data | CI. | Votos   | %             | +/-  | Deputados | +/-  |
| ---- | --- | ------- | ------------- | ---- | --------- | ---- |
| 2019 | 9.º | 22 053  | 2,00 / 100,0  | Novo | 1 / 48    | Novo |
| 2022 | 4.º | 91 889  | 7,77 / 100,0  | 5.77 | 4 / 48    | 3    |
| 2024 | 3.º | 224 493 | 17,02 / 100,0 | 9.25 | 9 / 48    | 5    |

 Madeira 
| Data | CI.  | Votos  | %             | +/-   | Deputados | +/-     |
| ---- | ---- | ------ | ------------- | ----- | --------- | ------- |
| 2019 | 11.º | 911    | 0,70 / 100,0  | Novo  | 0 / 6     | Novo    |
| 2022 | 4.º  | 7 727  | 6,08 / 100,0  | 5.38  | 0 / 6     | Estável |
| 2024 | 3.º  | 26 296 | 17,56 / 100,0 | 11.48 | 1 / 6     | 1       |

 Portalegre 
| Data | CI. | Votos  | %             | +/-   | Deputados | +/-     |
| ---- | --- | ------ | ------------- | ----- | --------- | ------- |
| 2019 | 6.º | 1 407  | 2,73 / 100,0  | Novo  | 0 / 2     | Novo    |
| 2022 | 3.º | 6 136  | 11,46 / 100,0 | 8.73  | 0 / 2     | Estável |
| 2024 | 2.º | 14 915 | 24,59 / 100,0 | 17.01 | 1 / 2     | 1       |

 Porto 
| Data | CI.  | Votos   | %             | +/-   | Deputados | +/-  |
| ---- | ---- | ------- | ------------- | ----- | --------- | ---- |
| 2019 | 10.º | 5 708   | 0,61 / 100,0  | Novo  | 0 / 40    | Novo |
| 2022 | 5.º  | 42 998  | 4,37 / 100,0  | 3.76  | 2 / 40    | 2    |
| 2024 | 3.º  | 170 910 | 15,33 / 100,0 | 10.96 | 7 / 40    | 5    |

 Santarém 
| Data | CI. | Votos  | %             | +/-   | Deputados | +/-  |
| ---- | --- | ------ | ------------- | ----- | --------- | ---- |
| 2019 | 7.º | 4 210  | 2,03 / 100,0  | Novo  | 0 / 9     | Novo |
| 2022 | 3.º | 23 813 | 10,91 / 100,0 | 8.88  | 1 / 9     | 1    |
| 2024 | 3.º | 58 554 | 22,32 / 100,0 | 12.41 | 3 / 9     | 2    |

 Setúbal 
| Data | CI. | Votos   | %             | +/-   | Deputados | +/-  |
| ---- | --- | ------- | ------------- | ----- | --------- | ---- |
| 2019 | 7.º | 7 643   | 1,93 / 100,0  | Novo  | 0 / 18    | Novo |
| 2022 | 4.º | 39 135  | 9,03 / 100,0  | 7.1   | 1 / 18    | 1    |
| 2024 | 2.º | 102 077 | 20,31 / 100,0 | 11.28 | 4 / 18    | 3    |

 Viana do Castelo 
| Data | CI. | Votos  | %             | +/-   | Deputados | +/-     |
| ---- | --- | ------ | ------------- | ----- | --------- | ------- |
| 2019 | 8.º | 858    | 0,70 / 100,0  | Novo  | 0 / 6     | Novo    |
| 2022 | 3.º | 7 702  | 6,06 / 100,0  | 5.36  | 0 / 6     | Estável |
| 2024 | 3.º | 26 635 | 18,64 / 100,0 | 12.58 | 1 / 6     | 1       |

 Vila Real 
| Data | CI. | Votos  | %             | +/-  | Deputados | +/-     |
| ---- | --- | ------ | ------------- | ---- | --------- | ------- |
| 2019 | 7.º | 791    | 0,79 / 100,0  | Novo | 0 / 5     | Novo    |
| 2022 | 3.º | 7 573  | 7,19 / 100,0  | 6.4  | 0 / 5     | Estável |
| 2024 | 3.º | 20 032 | 17,11 / 100,0 | 9.92 | 1 / 5     | 1       |

 Viseu 
| Data | CI. | Votos  | %             | +/-   | Deputados | +/-     |
| ---- | --- | ------ | ------------- | ----- | --------- | ------- |
| 2019 | 7.º | 1 721  | 0,97 / 100,0  | Novo  | 0 / 8     | Novo    |
| 2022 | 3.º | 14 373 | 7,79 / 100,0  | 6.82  | 0 / 8     | Estável |
| 2024 | 3.º | 41 159 | 19,45 / 100,0 | 11.66 | 2 / 8     | 2       |

 Europa 
| Data | CI.  | Votos  | %             | +/-   | Deputados | +/-     |
| ---- | ---- | ------ | ------------- | ----- | --------- | ------- |
| 2019 | 10.º | 913    | 0,85 / 100,0  | Novo  | 0 / 2     | Novo    |
| 2022 | 3.º  | 7 756  | 7,09 / 100,0  | 6.24  | 0 / 2     | Estável |
| 2024 | 1.º  | 42 972 | 18,31 / 100,0 | 11.22 | 1 / 2     | 1       |

 Fora da Europa 
| Data | CI.  | Votos  | %             | +/-  | Deputados | +/-     |
| ---- | ---- | ------ | ------------- | ---- | --------- | ------- |
| 2019 | 11.º | 465    | 0,92 / 100,0  | Novo | 0 / 2     | Novo    |
| 2022 | 3.º  | 6 181  | 9,59 / 100,0  | 8.67 | 0 / 2     | Estável |
| 2024 | 2.º  | 18 067 | 18,27 / 100,0 | 8.67 | 1 / 2     | 1       |

### Eleições europeias
| Data | Cabeça de lista       | Cl.    | Votos   | %             | +/-    | Deputados | +/- |
| ---- | --------------------- | ------ | ------- | ------------- | ------ | --------- | --- |
| 2019 | André Ventura         | Basta! | Basta!  | Basta!        | Basta! | 0 / 21    |     |
| 2024 | António Tânger Corrêa | 3.º    | 386 620 | 9,79 / 100,00 | 8.3    | 2 / 21    | 2   |

O Chega concorreu às europeias de 2019 na coligação Basta! e com André Ventura como cabeça de lista da coligação enquanto movimento político uma vez que ainda não estava inscrito no Tribunal Constitucional como partido político.

### Eleições presidenciais
| Data | Candidato apoiado | 1.ª volta | 1.ª volta | 1.ª volta     | Ref.ª   |
| Data | Candidato apoiado | Cl.       | Votos     | %             | Ref.ª   |
| ---- | ----------------- | --------- | --------- | ------------- | ------- |
| 2021 | André Ventura     | 3.º       | 496.770   | 11,9 / 100,00 | [ 215 ] |

 Açores 
| Data | CI. | Votos | %            | +/-  |
| ---- | --- | ----- | ------------ | ---- |
| 2021 | 3.º | 7 560 | 9,38 / 100,0 | Novo |

 Aveiro 
| Data | CI. | Votos  | %            | +/-  |
| ---- | --- | ------ | ------------ | ---- |
| 2021 | 3.º | 25 894 | 9,62 / 100,0 | Novo |

 Beja 
| Data | CI. | Votos | %             | +/-  |
| ---- | --- | ----- | ------------- | ---- |
| 2021 | 2.º | 8 490 | 16,19 / 100,0 | Novo |

 Braga 
| Data | CI. | Votos  | %             | +/-  |
| ---- | --- | ------ | ------------- | ---- |
| 2021 | 3.º | 39 281 | 10,70 / 100,0 | Novo |

 Bragança 
| Data | CI. | Votos | %             | +/-  |
| ---- | --- | ----- | ------------- | ---- |
| 2021 | 2.º | 7 939 | 17,61 / 100,0 | Novo |

 Castelo Branco 
| Data | CI. | Votos | %             | +/-  |
| ---- | --- | ----- | ------------- | ---- |
| 2021 | 2.º | 9 920 | 13,95 / 100,0 | Novo |

 Coimbra 
| Data | CI. | Votos  | %             | +/-  |
| ---- | --- | ------ | ------------- | ---- |
| 2021 | 3.º | 15 682 | 10,01 / 100,0 | Novo |

 Évora 
| Data | CI. | Votos | %             | +/-  |
| ---- | --- | ----- | ------------- | ---- |
| 2021 | 2.º | 9 720 | 16,76 / 100,0 | Novo |

 Faro 
| Data | CI. | Votos  | %             | +/-  |
| ---- | --- | ------ | ------------- | ---- |
| 2021 | 2.º | 26 023 | 16,69 / 100,0 | Novo |

 Guarda 
| Data | CI. | Votos | %             | +/-  |
| ---- | --- | ----- | ------------- | ---- |
| 2021 | 2.º | 7 737 | 14,33 / 100,0 | Novo |

 Leiria 
| Data | CI. | Votos  | %             | +/-  |
| ---- | --- | ------ | ------------- | ---- |
| 2021 | 2.º | 22 576 | 12,50 / 100,0 | Novo |

 Lisboa 
| Data | CI. | Votos   | %             | +/-  |
| ---- | --- | ------- | ------------- | ---- |
| 2021 | 3.º | 123 644 | 12,85 / 100,0 | Novo |

 Madeira 
| Data | CI. | Votos  | %            | +/-  |
| ---- | --- | ------ | ------------ | ---- |
| 2021 | 2.º | 10 642 | 9,85 / 100,0 | Novo |

 Portalegre 
| Data | CI. | Votos | %             | +/-  |
| ---- | --- | ----- | ------------- | ---- |
| 2021 | 2.º | 7 908 | 20,04 / 100,0 | Novo |

 Porto 
| Data | CI. | Votos  | %            | +/-  |
| ---- | --- | ------ | ------------ | ---- |
| 2021 | 3.º | 63 194 | 8,42 / 100,0 | Novo |

 Santarém 
| Data | CI. | Votos  | %             | +/-  |
| ---- | --- | ------ | ------------- | ---- |
| 2021 | 2.º | 26 260 | 15,76 / 100,0 | Novo |

 Setúbal 
| Data | CI. | Votos  | %             | +/-  |
| ---- | --- | ------ | ------------- | ---- |
| 2021 | 2.º | 43 720 | 12,86 / 100,0 | Novo |

 Viana do Castelo 
| Data | CI. | Votos  | %             | +/-  |
| ---- | --- | ------ | ------------- | ---- |
| 2021 | 3.º | 10 177 | 11,38 / 100,0 | Novo |

 Vila Real 
| Data | CI. | Votos  | %             | +/-  |
| ---- | --- | ------ | ------------- | ---- |
| 2021 | 2.º | 10 347 | 13,70 / 100,0 | Novo |

 Viseu 
| Data | CI. | Votos  | %             | +/-  |
| ---- | --- | ------ | ------------- | ---- |
| 2021 | 2.º | 16 446 | 13,16 / 100,0 | Novo |

 Estrangeiro 
= Europa =
| Data | CI. | Votos | %             | +/-  |
| ---- | --- | ----- | ------------- | ---- |
| 2021 | 3.º | 2 282 | 12,60 / 100,0 | Novo |

= África =
| Data | CI. | Votos | %             | +/-  |
| ---- | --- | ----- | ------------- | ---- |
| 2021 | 2.º | 462   | 19,53 / 100,0 | Novo |

= América =
| Data | CI. | Votos | %             | +/-  |
| ---- | --- | ----- | ------------- | ---- |
| 2021 | 2.º | 664   | 10,99 / 100,0 | Novo |

= Ásia e Oceânia =
| Data | CI. | Votos | %            | +/-  |
| ---- | --- | ----- | ------------ | ---- |
| 2021 | 3.º | 205   | 9,01 / 100,0 | Novo |

### Eleições Autárquicas
Câmaras Municipais 
| Data | CI. | Votos   | %             | +/-  | Presidentes CM | +/-  | Vereadores | +/-  | Ref     |
| ---- | --- | ------- | ------------- | ---- | -------------- | ---- | ---------- | ---- | ------- |
| 2021 | 6.º | 208 206 | 4,16 / 100,00 | Novo | 0 / 308        | Novo | 19 / 2 064 | Novo | [ 216 ] |

Assembleias Municipais
| Data | Cl. | Votos   | %             | +/-  | Deputados   | +/-  | Ref     |
| ---- | --- | ------- | ------------- | ---- | ----------- | ---- | ------- |
| 2021 | 6.º | 221 645 | 4,43 / 100,00 | Novo | 173 / 6 448 | Novo | [ 216 ] |

Assembleias de Freguesia
| Data | Cl. | Votos   | %             | +/-  | Deputados    | +/-  | Ref     |
| ---- | --- | ------- | ------------- | ---- | ------------ | ---- | ------- |
| 2021 | 6.º | 155 861 | 3,12 / 100,00 | Novo | 205 / 26 790 | Novo | [ 216 ] |

### Eleições regionais
Região Autónoma dos Açores 
| Data | Cl. | Votos  | %             | +/-  | Deputados | +/-  | Status                            |
| ---- | --- | ------ | ------------- | ---- | --------- | ---- | --------------------------------- |
| 2020 | 4.º | 5 260  | 5,06 / 100,00 | Novo | 2 / 57    | Novo | Apoio parlamentar (2020-presente) |
| 2024 | 3.º | 10 626 | 9,19 / 100,00 | 4,13 | 5 / 57    | 3    | [ 220 ]                           |

 Região Autónoma da Madeira 
| Data | Cl.  | Votos  | %             | +/-  | Deputados | +/-  | Status            |
| ---- | ---- | ------ | ------------- | ---- | --------- | ---- | ----------------- |
| 2019 | 13.º | 619    | 0,43 / 100,00 | Novo | 0 / 47    | Novo | Extra parlamentar |
| 2023 | 4.º  | 12 028 | 8,88 / 100,00 | 8.45 | 4 / 47    | 4    | Oposição          |
| 2023 | 4.º  | 7 821  | 5,47 / 100,00 | 3.41 | 3 / 47    | 1    | Oposição          |

## Prémios
| Ano  | Prémio           | Categoria   | Resultado | Nota            |
| ---- | ---------------- | ----------- | --------- | --------------- |
| 2024 | Unicórnio Voador | Grafonola   | Venceu    | Prémio satírico |
| 2025 | Unicórnio Voador | Dom Quixote | Venceu    | Prémio satírico |

## Símbolos do partido
Evolução do símbolo/Logotipo do CHEGA

2019-atualidade

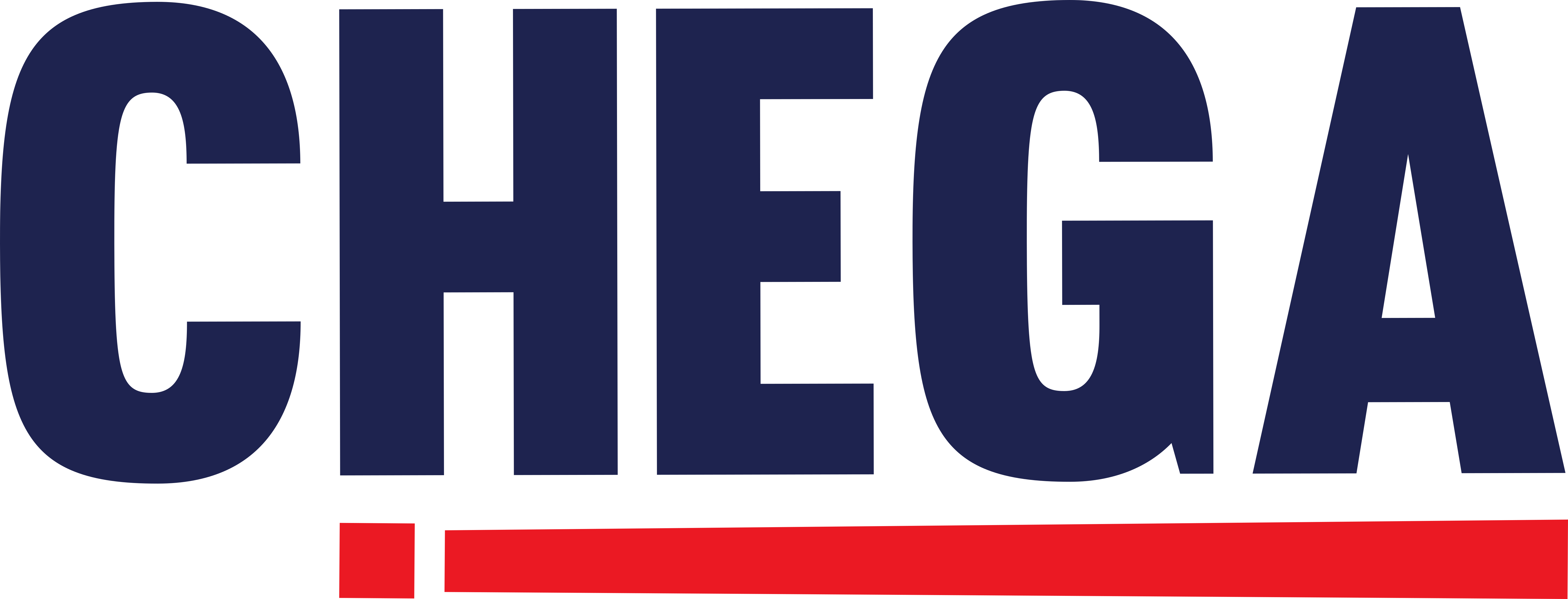
2019-atualidade